# Shanghai
Shanghai (pron. [ʃaŋˈɡai]; in cinese 上海S, ShànghǎiP [ʂaŋˈxai] abbreviazione 沪 o 申, Hù o Shēn) è la municipalità più popolata della Cina, e secondo stime del 2025, la più popolosa megalopoli del mondo, con 41,6 milioni di abitanti. È situata al centro della costa orientale, sul fiume Huangpu, nella parte più ad est del delta del fiume Azzurro (Yangtze) e simboleggia con il futuristico skyline del distretto di Pudong l'immagine iconica della nuova Cina.
In cinese Shánghai è abbreviata in Hù (滬T, 沪S) e Shēn (申S); le due sillabe shàng e hǎi significano letteralmente «sul mare» o anche «verso il mare». L'interpretazione è che la città originariamente fosse situata sul mare oppure, secondo i locali, fosse il punto più alto in cui arrivava il mare.
Shanghai è vista come la capitale economica della Cina: grazie allo sviluppo dei decenni passati Shanghai è un centro economico, finanziario, commerciale e delle comunicazioni di primaria importanza della Repubblica Popolare Cinese. Il suo porto, il primo del Paese, è uno dei più trafficati al mondo assieme a Singapore e Rotterdam. Nel 2010 ha superato Singapore come volume di traffico.
Famosi sono alcuni soprannomi della città tra i quali: «La Parigi d'oriente», «La regina d'oriente», «Perla d'oriente». A riconferma di ciò, un'autorevole indagine pone Shanghai tra le metropoli più alla moda d'Asia e la quattordicesima in tutto il mondo.

## Geografia fisica

### Territorio

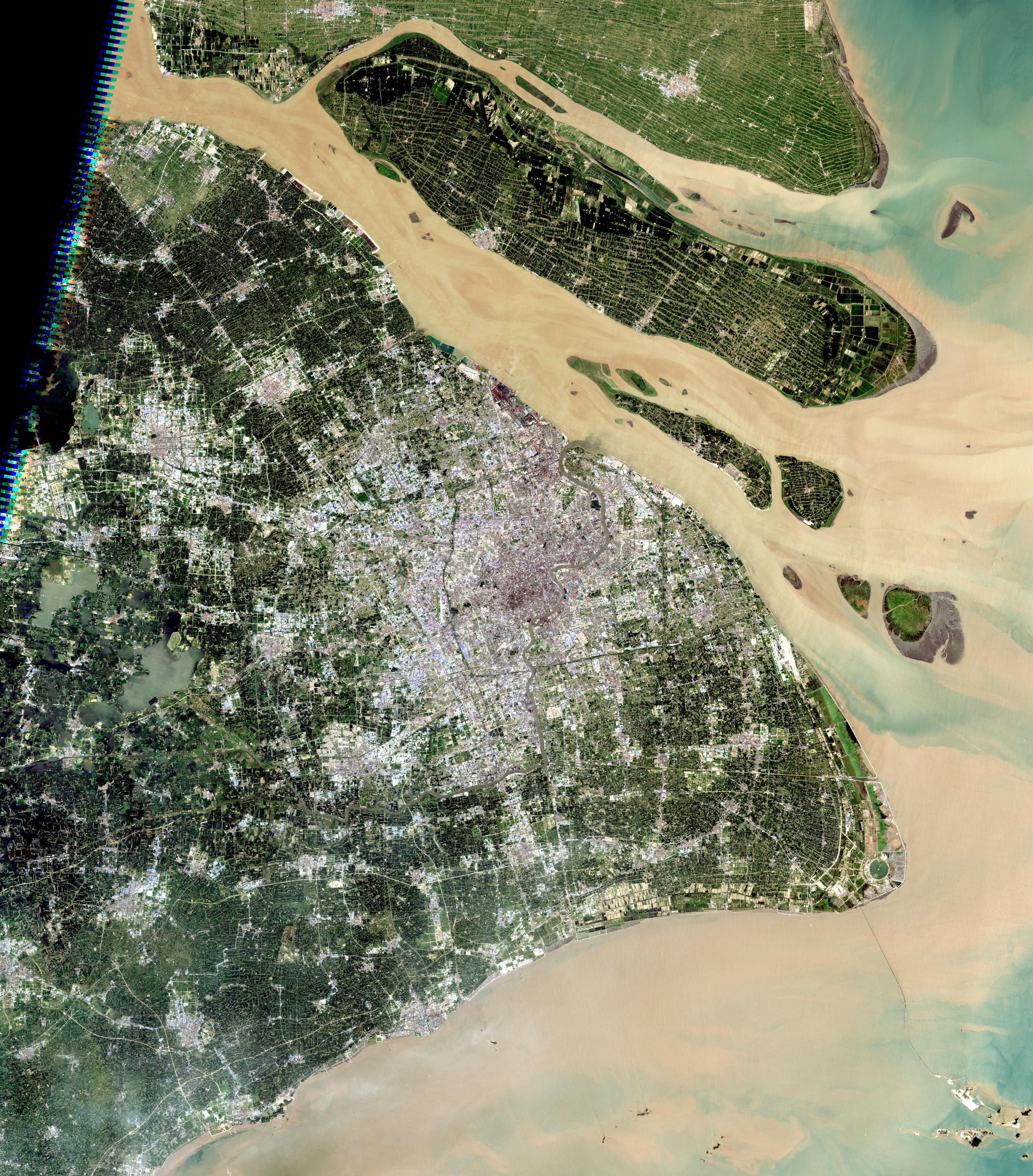
L'area urbana di Shanghai vista con i colori naturali da un'immagine satellitare.

Shanghai è situata sul delta del Fiume Azzurro, sulla costa orientale della Cina affacciandosi sul mar Cinese Orientale: è equidistante da Pechino e Hong Kong. Nel complesso il suo territorio è costituito da una penisola tra il Fiume Azzurro e la baia di Hangzhou, dall'isola di contea di Chongming e una serie di isole minori. È delimitata a nord e a ovest da Jiangsu, a sud confina con Zhejiang e a est con il mar Cinese Orientale. La città vera e propria è attraversata dal fiume Huangpu, un affluente del Fiume Azzurro. Il centro storico della città, il Puxi, si trova sul lato occidentale del Huangpu, mentre il quartiere Pudong di nuova concezione, che ospita il cuore del centro finanziario cittadino, si è sviluppato sulla riva orientale.
La stragrande maggioranza dei 6.340,5 km² di superficie di Shanghai è piatta, a parte un paio di colline in direzione sud-ovest, con un'altitudine media di 4 m. La posizione della città nella pianura alluvionale pianeggiante ha fatto sì che i nuovi grattacieli debbano essere edificati con profondi pali di cemento per impedire loro di sprofondare nel soffice terreno. Il punto più alto è al culmine dell'isola Dajinshan a 103 m. La città possiede molti fiumi, canali, torrenti e laghi ed è nota per le sue ricche risorse idriche.

### Clima

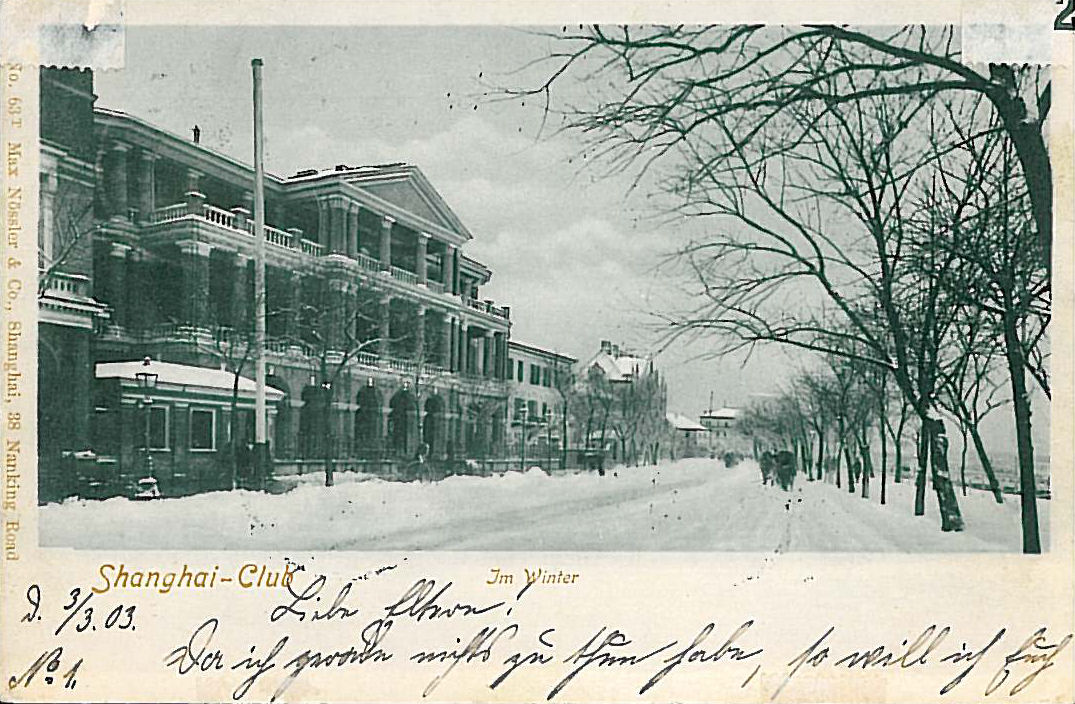
Il Bund innevato in una cartolina del 1903.

Il clima di Shanghai è di tipo subtropicale umido (classificazione di Köppen Cfa) con media annuale +12,7 °C e due stagioni nettamente distinte e abbastanza lunghe (inverno ed estate) e due brevi stagioni intermedie (primavera e autunno) che sono contraddistinte da un clima asciutto, piuttosto ventilato e con temperature generalmente miti.
L'inverno a Shanghai è complessivamente freddo, ma non è gelido come nelle zone costiere più settentrionali della Cina (la temperatura media giornaliera di gennaio risulta infatti essere di +3,3 °C), le gelate, pur frequenti, sono di rado intense e i valori minimi stagionali scendono molto raramente al di sotto dei -8 °C. L'estate è contraddistinta da temperature elevate e afa intensa (media di luglio +27,3 °C) nonché da piogge che si fanno sempre più frequenti, procedendo dalla metà di giugno alla fine di luglio; le massime stagionali dei mesi estivi possono invece raggiungere e talvolta superare i 38-40 °C specie nelle fasi di stabilità atmosferica, che non di rado interrompono lunghi periodi di precipitazioni.
L'estate può essere piuttosto umida e in genere risulta piovosa, specie a partire dalla fine di giugno, l'inverno invece è relativamente poco piovoso anche se non di rado si possono avere precipitazioni, talvolta nevose, a causa delle ciclogenesi invernali che si generano sul Mar Cinese orientale e sul mar del Giappone, in conseguenza di avvezioni di aria fredda proveniente da nord-ovest.
Shanghai in media gode di 1.878 ore di sole all'anno, con la temperatura più calda mai registrata a 40,8 °C (105 °F), il 7 agosto 2013, e la più bassa a -12,1 °C (10 °F) il 19 gennaio 1893.
| Shanghai            | Mesi | Mesi | Mesi | Mesi | Mesi  | Mesi  | Mesi  | Mesi  | Mesi  | Mesi | Mesi | Mesi | Stagioni | Stagioni | Stagioni | Stagioni | Anno    |
| Shanghai            | Gen  | Feb  | Mar  | Apr  | Mag   | Giu   | Lug   | Ago   | Set   | Ott  | Nov  | Dic  | Inv      | Pri      | Est      | Aut      | Anno    |
| ------------------- | ---- | ---- | ---- | ---- | ----- | ----- | ----- | ----- | ----- | ---- | ---- | ---- | -------- | -------- | -------- | -------- | ------- |
| T. max. media (°C)  | 8,1  | 9,2  | 12,8 | 19,1 | 24,1  | 27,6  | 31,8  | 31,3  | 27,2  | 22,6 | 17,0 | 11,1 | 9,5      | 18,7     | 30,2     | 22,3     | 20,2    |
| T. min. media (°C)  | 1,1  | 2,2  | 5,6  | 10,9 | 16,1  | 20,8  | 25,0  | 24,9  | 20,6  | 15,1 | 9,0  | 3,0  | 2,1      | 10,9     | 23,6     | 14,9     | 12,9    |
| Precipitazioni (mm) | 50,6 | 56,8 | 98,8 | 89,3 | 102,3 | 169,6 | 156,3 | 157,9 | 137,3 | 62,5 | 46,2 | 37,1 | 144,5    | 290,4    | 483,8    | 246,0    | 1 164,7 |
| Giorni di pioggia   | 9,7  | 10,3 | 13,9 | 12,7 | 12,1  | 14,4  | 12,0  | 11,3  | 11,0  | 8,1  | 7,0  | 6,5  | 26,5     | 38,7     | 37,7     | 26,1     | 129,0   |

## Storia

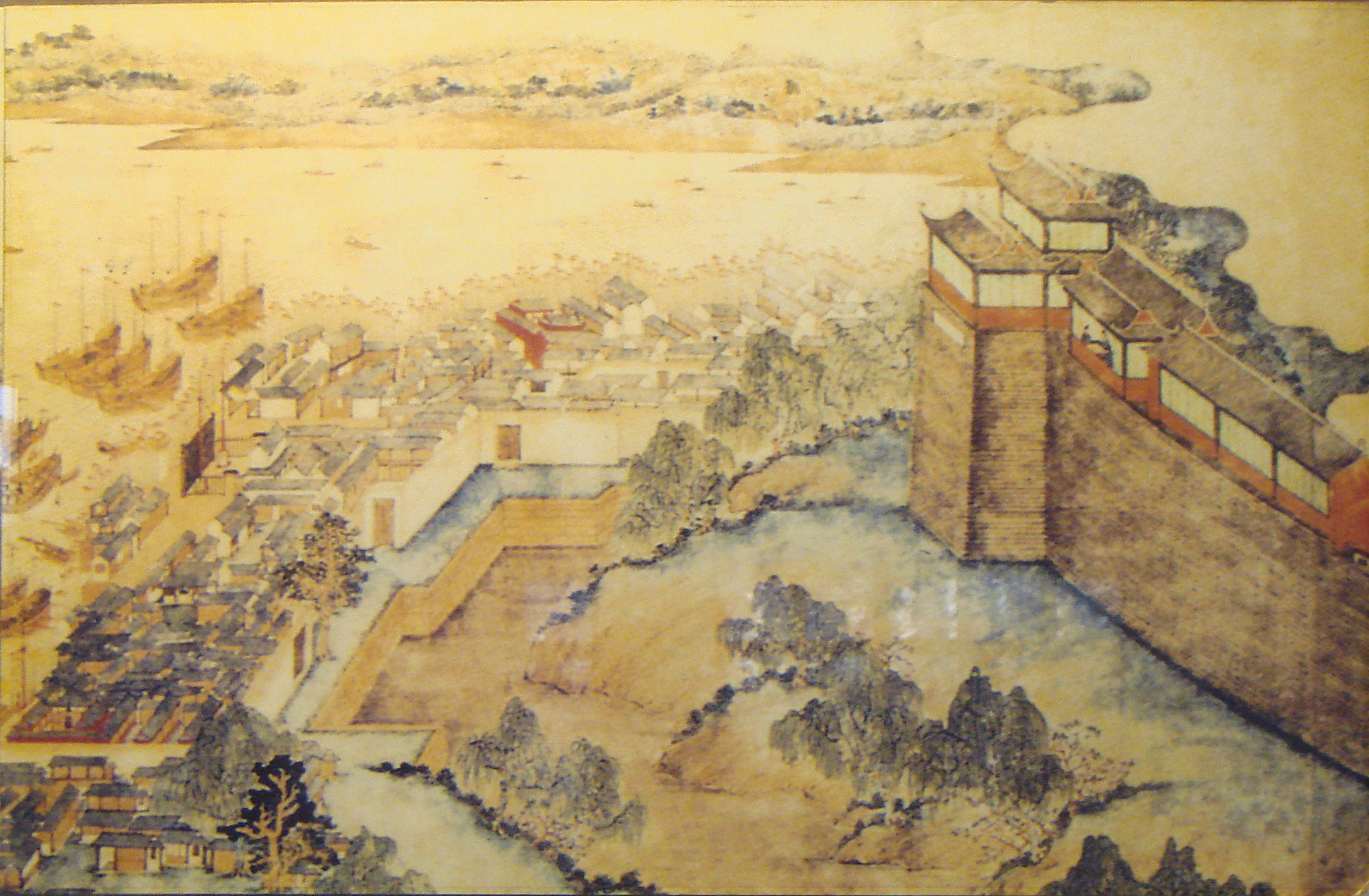
Le mura della vecchia città di Shanghai.

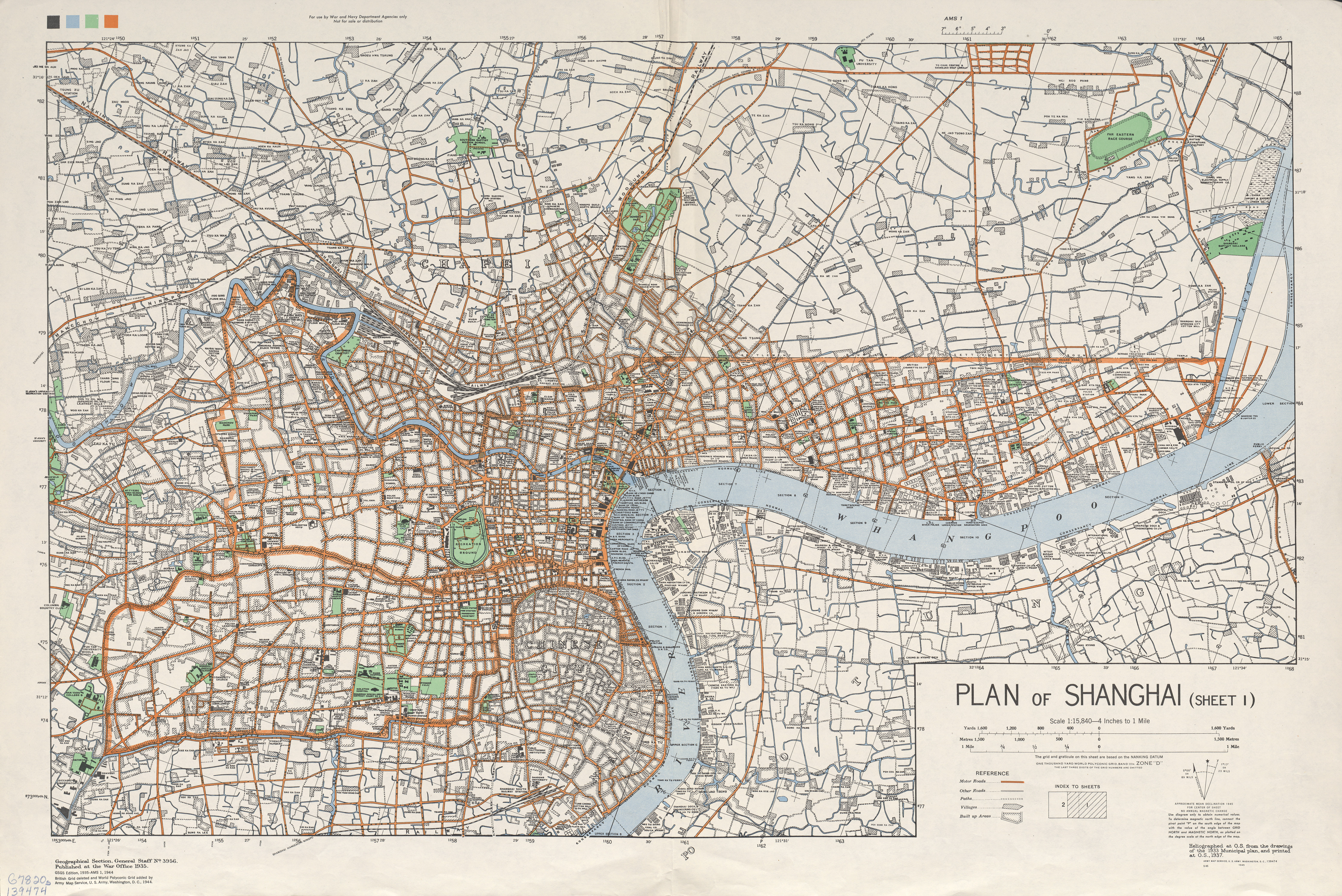
Shanghai nel 1930 con gli insediamenti internazionali e la concessione francese.

### Origini
Nel 1074 durante la dinastia Song (960-1279) Shanghai fu elevata dallo status di villaggio a quello città di mercato. Nel 1172 fu edificata una seconda diga per difendere la costa dell'oceano, integrando una precedente diga. Dal 1292 sotto la dinastia Yuan, e fino al 1368, Shanghai fu riconosciuta ufficialmente come città per poi essere designata come sede della contea amministrativa della prefettura di Songjiang.

### I Ming
Due eventi importanti hanno permesso lo sviluppo della città durante la dinastia Ming. Una muraglia fu eretta per la prima volta nel 1554 per proteggere la città dalle incursioni dei pirati giapponesi. Essa misurava 10 metri in altezza e 5 km di perimetro. Durante il regno di Wanli (1573-1620), nel 1602 Shanghai ricevette una importante spinta dalla costruzione del suo tempio. Questo onore era solitamente riservato esclusivamente per i luoghi con lo status di città, come la capitale della prefettura e non veniva dato a una semplice città come lo era Shanghai. Questo, probabilmente, rifletteva l'importanza economica della città, in contrapposizione al suo status politico inferiore.

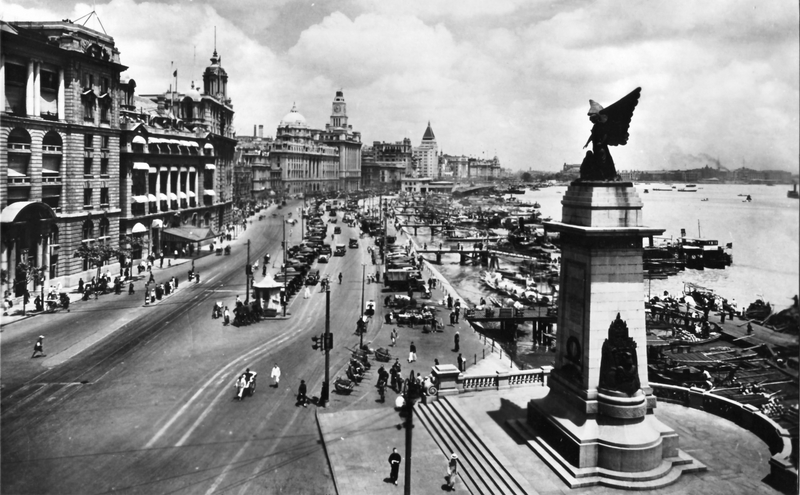
Una vista del Bund nel 1928.

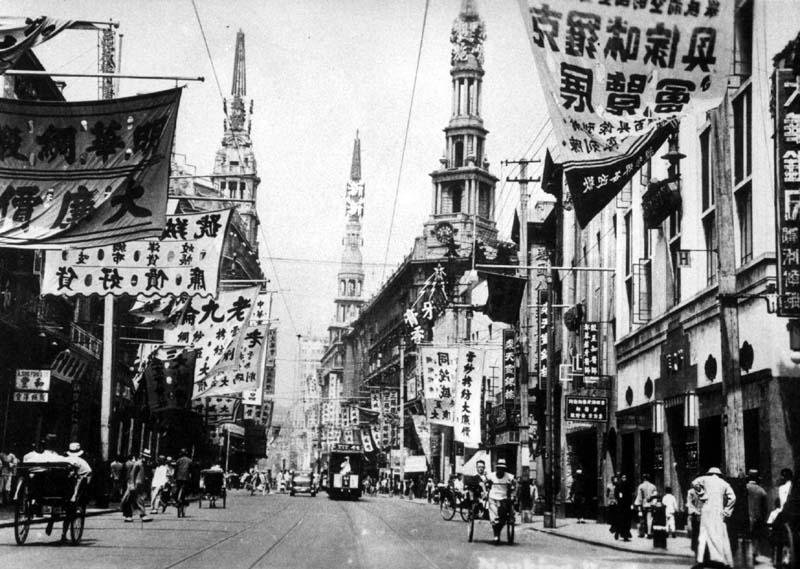
Via Nanchino nel 1930.

### I Qing
Durante la dinastia Qing, Shanghai divenne uno dei più importanti porti di mare nella regione del delta del Fiume Azzurro in seguito a due importanti cambiamenti politici: il primo fu quando l'imperatore Kangxi (1662-1723) nel 1684 rovesciò la precedente dinastia Ming revocando il divieto per le navi di andare nell'oceano, un divieto che era in vigore dal 1525. In secondo luogo, nel 1732 l'imperatore Yongzheng spostò l'ufficio doganale per la provincia di Jiangsu dalla capitale della prefettura, la città di Songjiang, a Shanghai, e gli conferì il controllo esclusivo delle operazioni doganali per il commercio estero. Gli storici ritengono che, a seguito di queste due fondamentali decisioni, dal 1735 Shanghai diventò il principale porto commerciale per tutta la regione inferiore del Fiume Azzurro, pur essendo ancora a un livello amministrativo più basso nella gerarchia politica cinese.

### Shanghai internazionale
L'attenzione internazionale a Shanghai è cresciuta nel XIX secolo per il riconoscimento europeo del suo potenziale economico e commerciale. Durante la prima guerra dell'oppio (1839-1842), le forze britanniche occuparono la città. La guerra si concluse nel 1842 con il Trattato di Nanchino, che permise agli inglesi di aprire tratte per il commercio internazionale. Il trattato di Humen, firmato nel 1843, e il trattato sino-americano di Wanghia, firmato nel 1844, costrinsero i cinesi a sottostare ai voleri europei e statunitensi per il commercio sul loro territorio. Gran Bretagna, Francia e Stati Uniti ottennero facilmente concessioni al di fuori della città murata di Shanghai, che era ancora governata dai cinesi.
Tra il 1860 e il 1862 i ribelli Taiping attaccarono e distrussero la periferia meridionale e orientale della città, ma non riuscirono a conquistarla. Nel 1863 l'insediamento britannico a sud di Suzhou (a nord del distretto di Huangpu) e quello statunitense a nord (a sud del Distretto di Hongkou) si unirono per formare l'Insediamento internazionale di Shanghai.

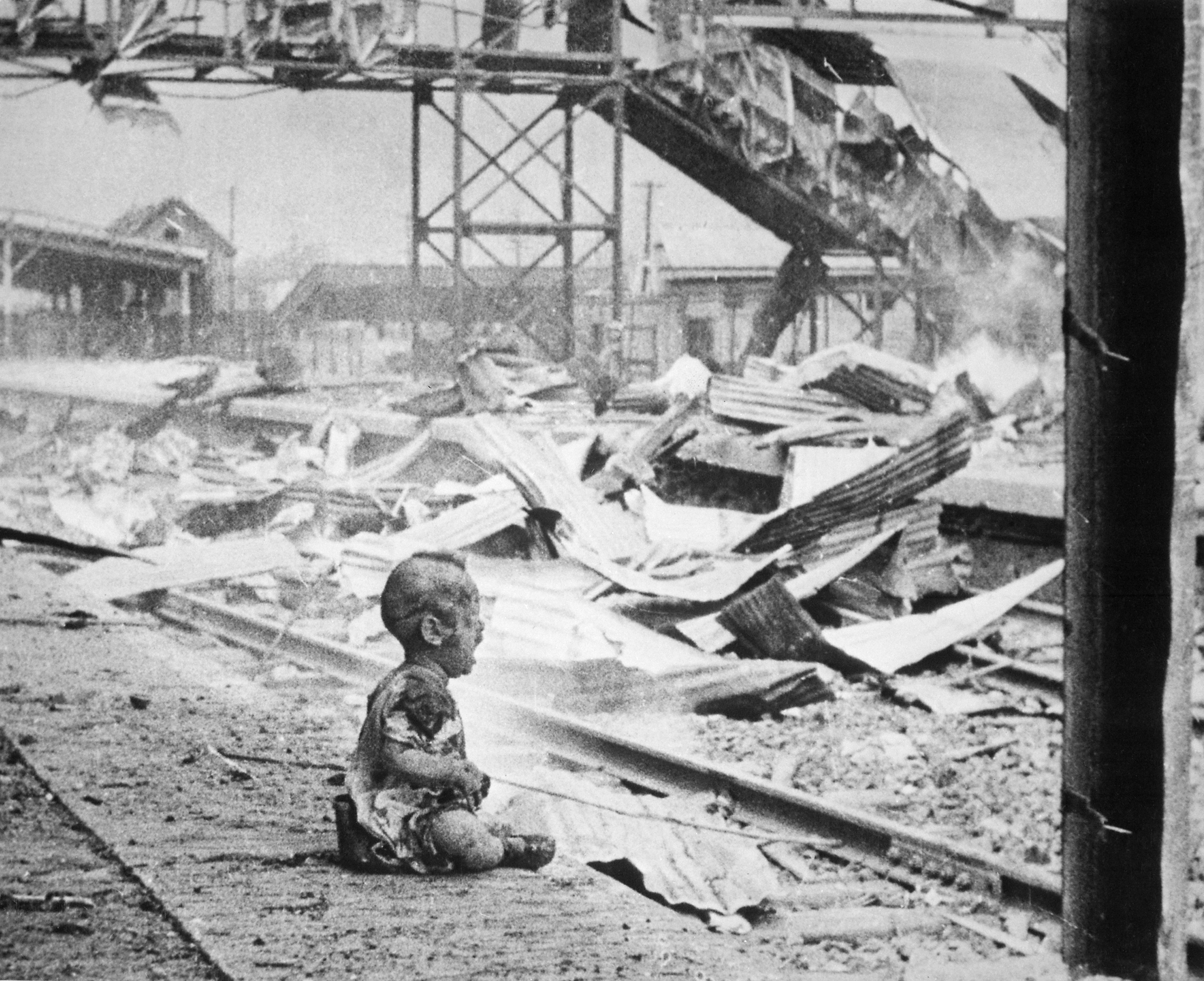
Un bambino che piange tra le rovine di una stazione ferroviaria di Shanghai, bombardata dai giapponesi nell'agosto 1937.

I cittadini di molti Paesi provenienti da tutti i continenti emigrarono nei decenni successivi a Shanghai per vivere e lavorare. Tra il 1920 e il 1930 quasi 20.000 russi (in particolare ebrei) fuggirono dalla neo costituita Unione Sovietica e si stabilirono qui, andando a creare la seconda comunità straniera più grande. Nel 1935 Shanghai era diventata la quinta città più popolata del mondo e contava circa 3.400.000 abitanti. Nel 1930 circa 30.000 rifugiati ebrei provenienti dall'Europa arrivarono in città. La prima guerra sino-giapponese, conclusasi con il trattato di Shimonoseki, fece diventare il Giappone un'altra potenza straniera presente a Shanghai, che diventò allora il più importante centro finanziario dell'Estremo Oriente. Tutte questa attività internazionali guadagnarono alla città il soprannome di «grande Atene della Cina».

### Il Novecento

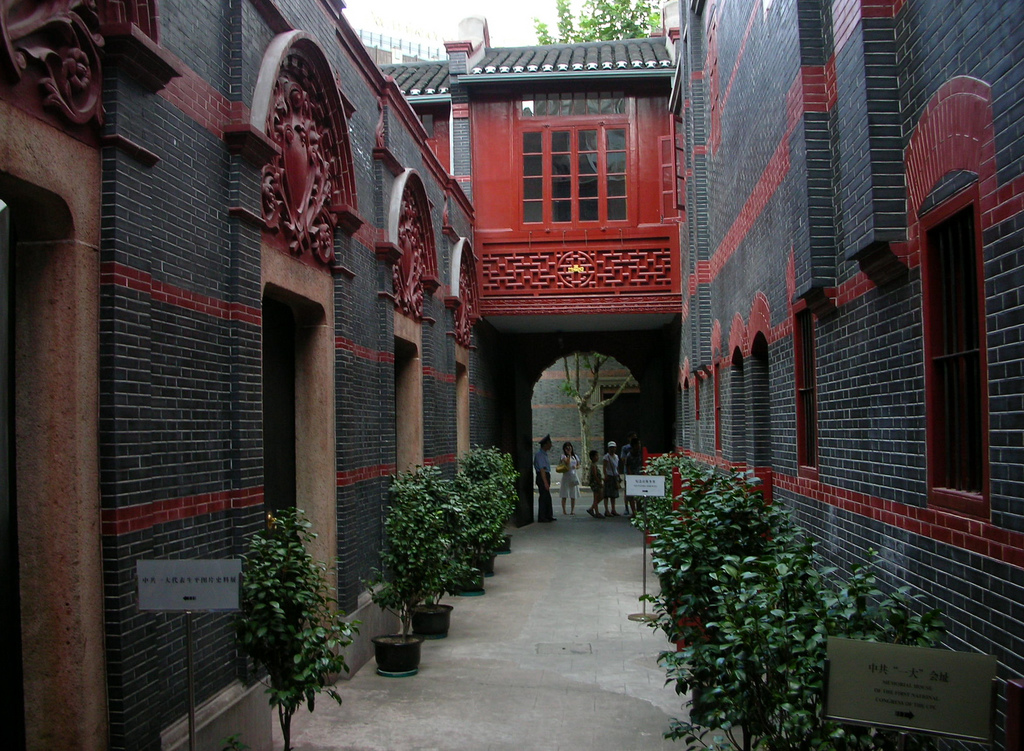
Sito del primo congresso nazionale del Partito Comunista Cinese, un tipico edificio shikumen.

Sotto la Repubblica di Cina (1911-1949) lo status politico di Shanghai è stato finalmente elevato a quello di comune, a partire dal 14 luglio 1927. Anche se il territorio delle concessioni straniere è stato escluso dal controllo, questo nuovo comune cinese copriva una superficie di 828,8 chilometri quadrati, tra i moderni quartieri di Baoshan, Yangpu, Zhabei, Nanshi, e Pudong. Guidati da un sindaco cinese e da un consiglio comunale, i nuovi governi della città crearono un nuovo centro presso Jiangwan, nel distretto Yangpu, al di fuori dei confini delle concessioni straniere. Il nuovo centro è stato progettato per includere un museo pubblico, una biblioteca, un palazzo dello sport e il municipio.
Il 28 gennaio 1932 le forze giapponesi colpirono la città che resistette fino al cessate il fuoco a metà del mese di maggio. La battaglia di Shanghai del 1937 portò alla occupazione delle parti cinesi di Shanghai. Gli insediamenti internazionali furono occupati dai giapponesi l'8 dicembre 1941 e rimasero occupati fino alla resa del Giappone nel 1945; in questo periodo furono commessi numerosi crimini di guerra.
Il 27 maggio 1949 l'Esercito Popolare di Liberazione prese il controllo di Shanghai. La città, soprattutto nel decennio successivo, vide una serie di cambiamenti nei confini delle sue suddivisioni. Dopo il 1949 la maggior parte delle imprese straniere spostarono le proprie sedi da Shanghai a Hong Kong, come parte di un disinvestimento estero a causa della vittoria comunista.

### Storia contemporanea
Durante gli anni cinquanta e sessanta Shanghai divenne un centro industriale e un centro della sinistra radicale. Tuttavia, anche durante i periodi più tumultuosi della rivoluzione culturale, Shanghai è stata in grado di mantenere un'elevata produttività economica e una relativa stabilità sociale. Nella maggior parte della storia della Repubblica Popolare Cinese (RPC), al fine di incanalare ricchezza per le zone rurali, Shanghai fu relativamente gravata da tasse a favore del governo centrale. La sua importanza per il benessere fiscale del governo centrale ha fatto sì che fossero negate le liberalizzazioni economiche avviate poi nel 1978. Shanghai è stata finalmente in grado di avviare le riforme economiche nel 1991, incominciando lo sviluppo massiccio che si vede ancora oggi, con la nascita di Lujiazui a Pudong.

## Monumenti e luoghi d'interesse

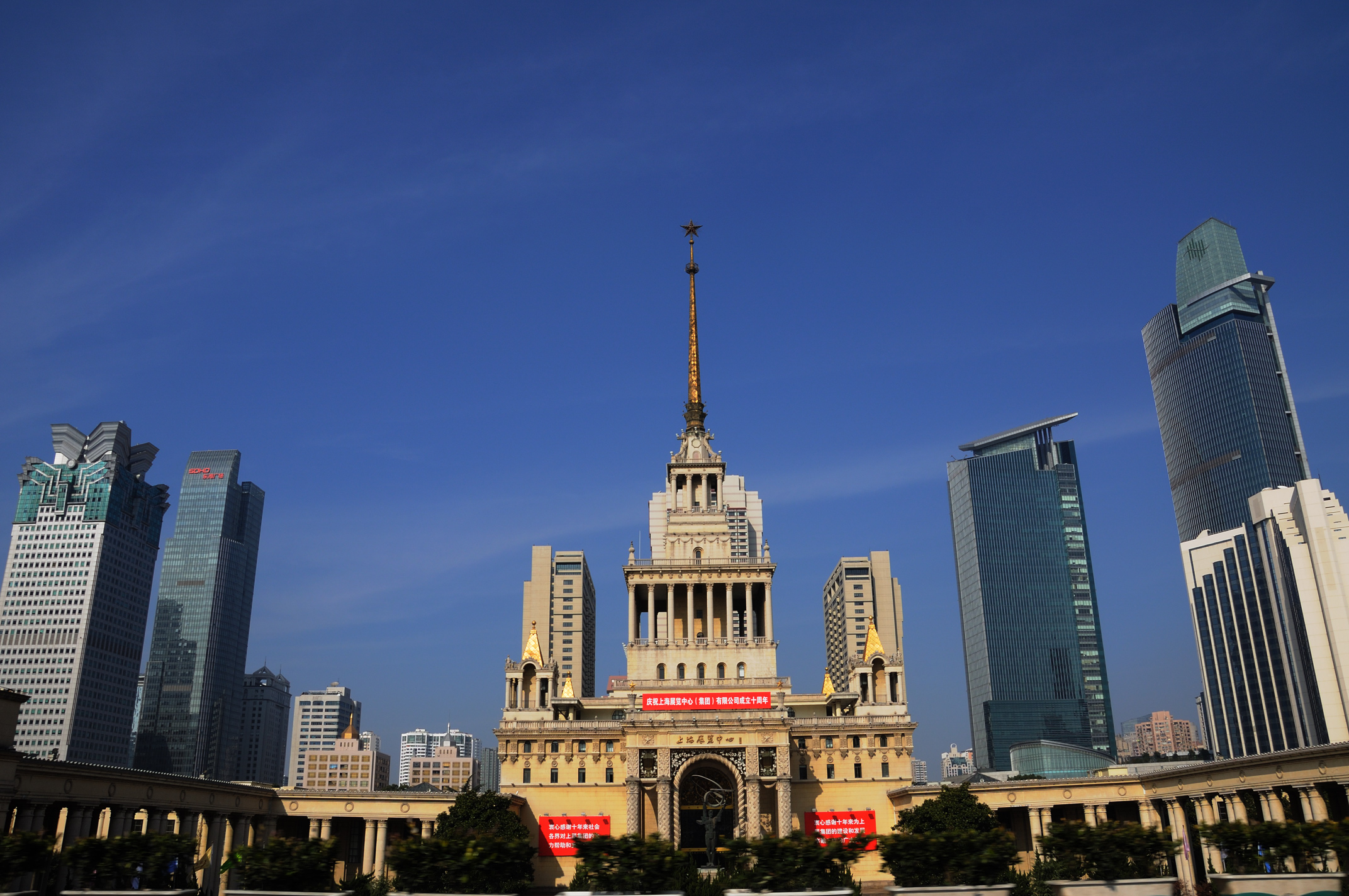
Lo Shanghai International Exhibition Center, esempio di architettura neoclassica sovietica a Shanghai.

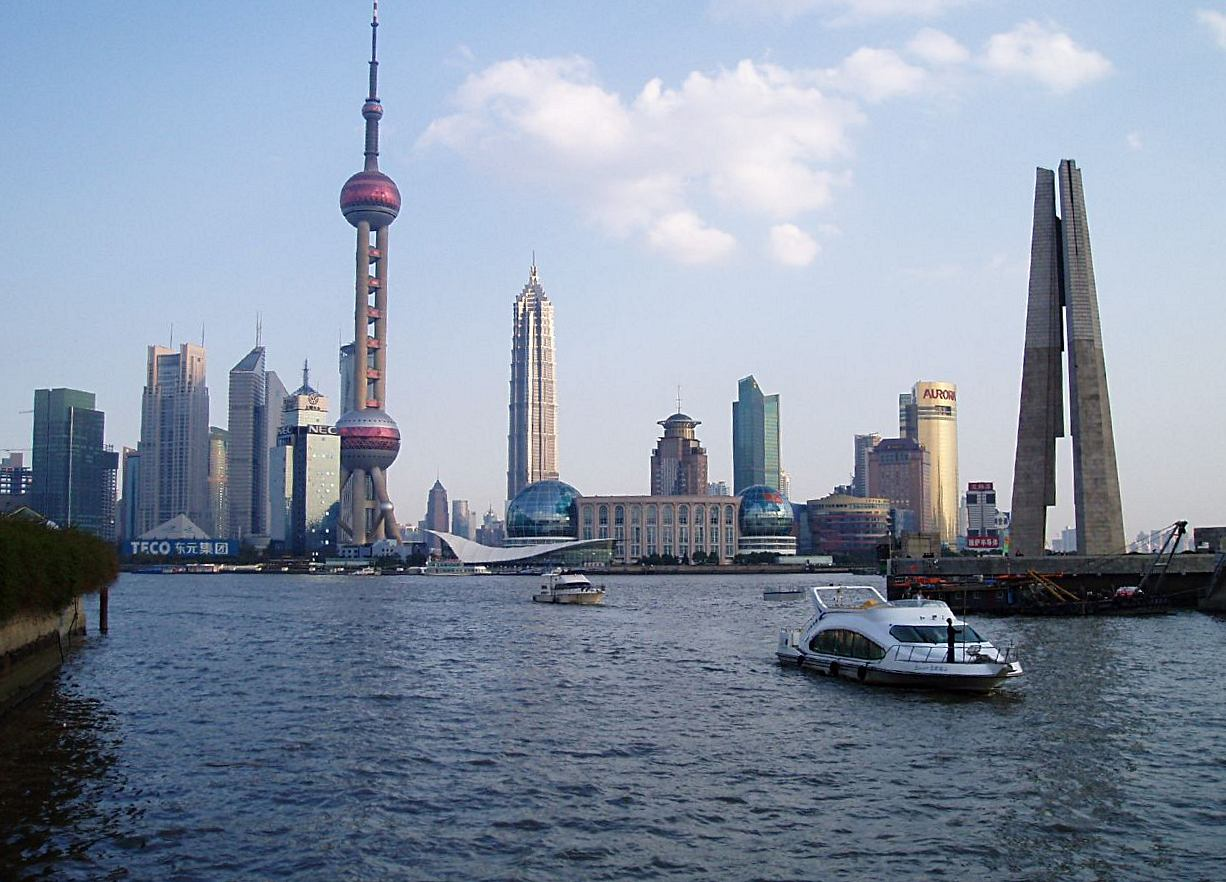
Pudong, il moderno distretto finanziario.

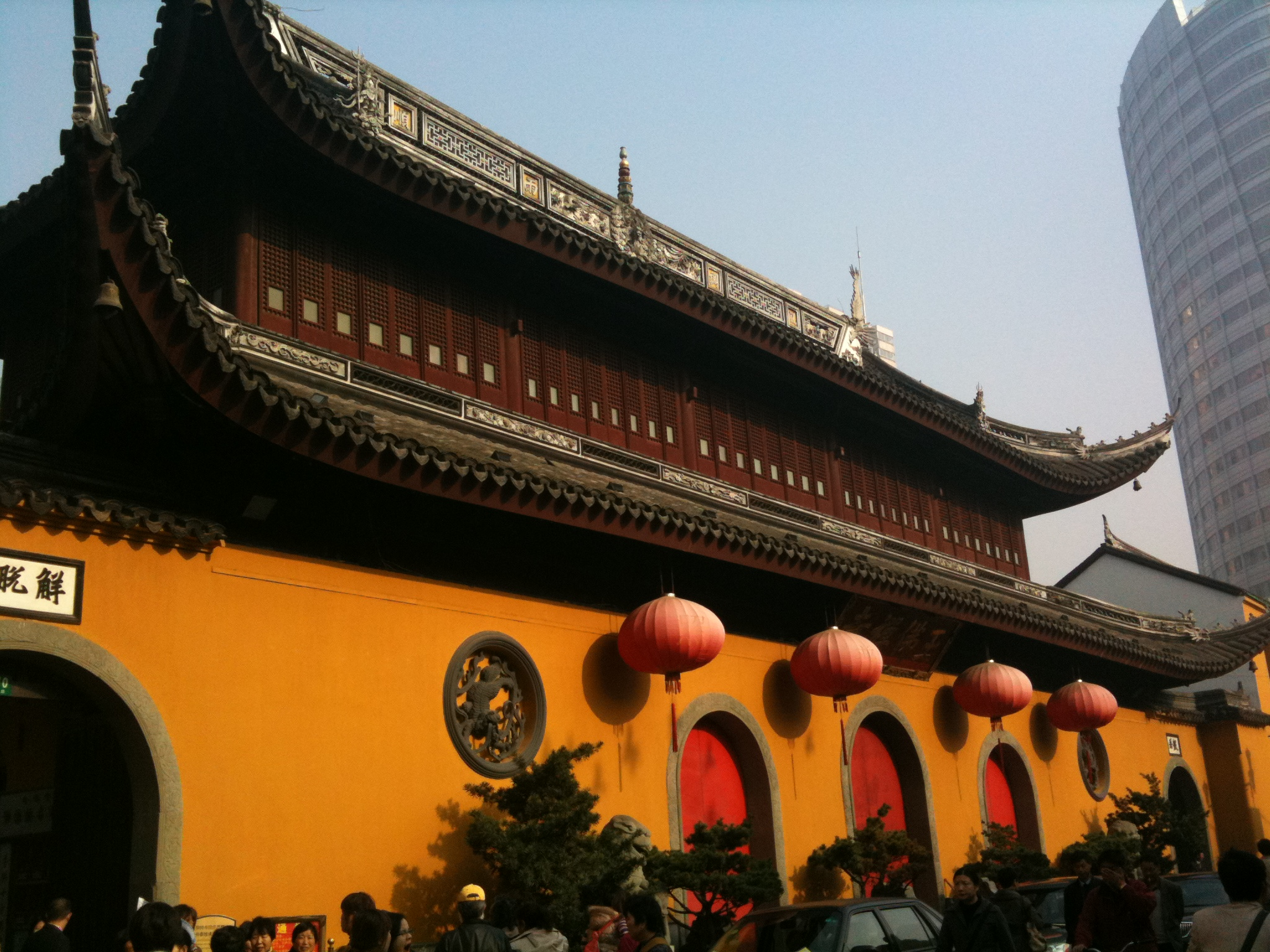
Il tempio del Buddha di Giada.

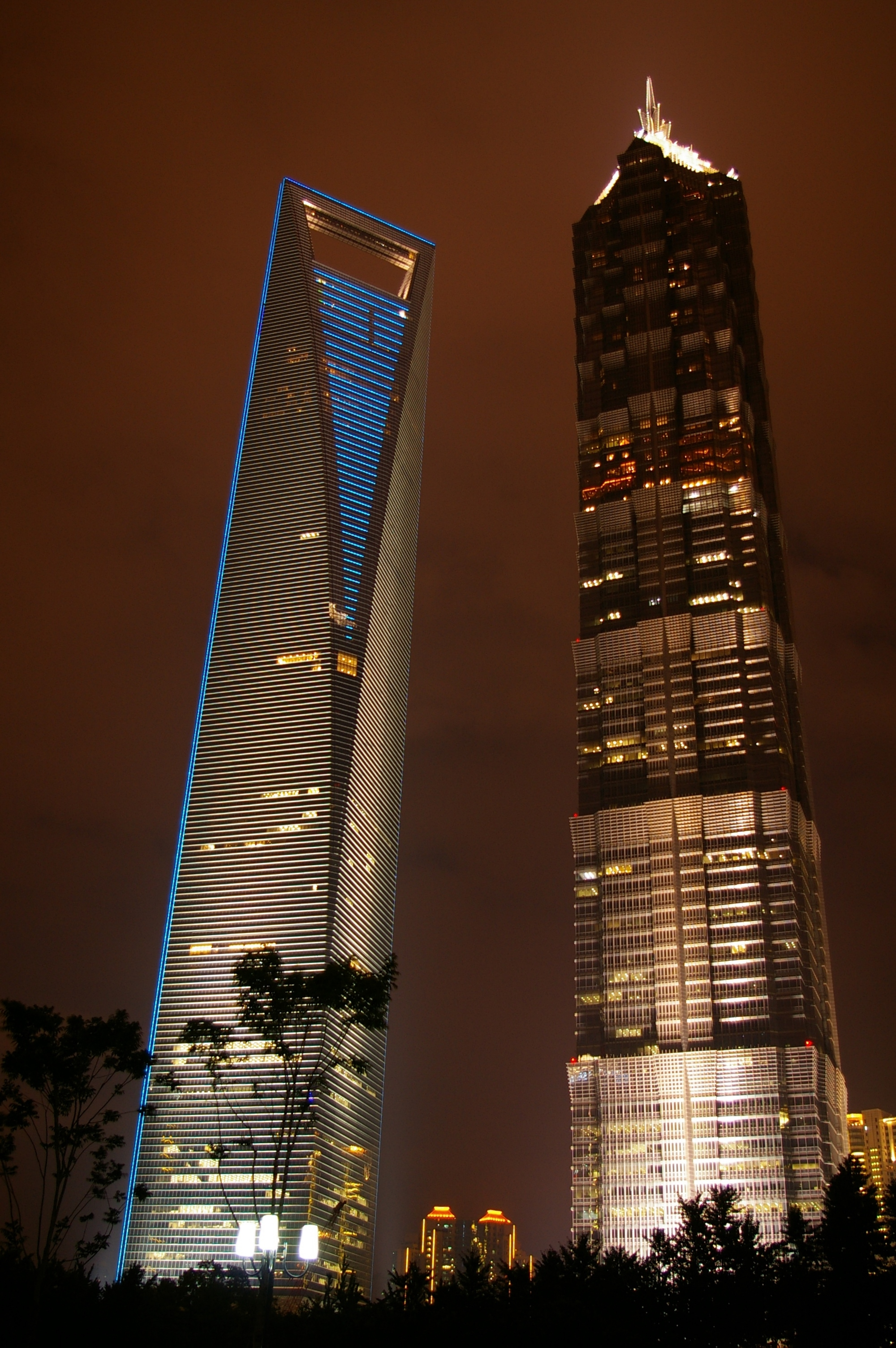
Lo Shanghai World Financial Center (a sinistra) e la Jin Mao Tower (a destra).

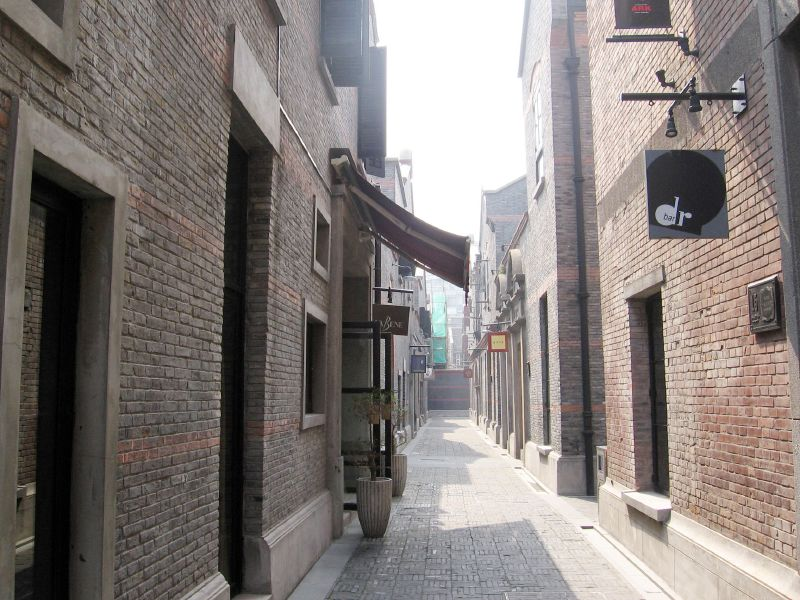
Un'antica via di Shanghai, ora ristrutturata.

Shanghai vanta una ricca collezione di edifici e strutture di vari stili architettonici. Il Bund, che si trova sulla riva del fiume Huangpu, presenta molti esempi di architettura dell'inizio del XX secolo, che vanno dallo stile neoclassico dell'edificio della HSBC all'art déco del Peace Hotel e della Sassoon House. Un certo numero di aree situate nelle ex concessioni straniere sono ben conservate, soprattutto quelle appartenenti alla passata concessione francese. Shanghai possiede un grande numero di edifici Art Deco a seguito del boom edilizio avvenuto tra il 1920 e il 1930. Uno dei più famosi architetti che lavorarono in città fu László Hudec, un architetto ungherese-slovacco che visse nella città tra il 1918 e il 1947. Alcuni dei suoi più importanti edifici includono l'Hotel del Parco e il Teatro Grande. Altri importanti architetti che hanno contribuito allo stile art decò della città sono stati Parker & Palmer, che progettarono il Peace Hotel, il Metropole Hotel e le Broadway Mansions, e l'architetto austriaco GH Gonda che ha progettato il Teatro Sociale. La prima riqualificazione del Bund ha avuto inizio nel 1986 con un nuovo lungomare progettato dall'architetto olandese Paulus Snoeren; il completamento è avvenuto a metà degli anni 1990.
Negli ultimi anni un gran numero di edifici architettonicamente distintivi e anche eccentrici è cresciuto in tutta Shanghai. La città possiede anche alcuni splendidi esempi di architettura neoclassica sovietica. Questi edifici sono stati per lo più costruiti subito dopo la fondazione della Repubblica Popolare Cinese avvenuta nel 1949, fino a quando vi fu la crisi sino-sovietica alla fine del 1960. Nel corso di questo decennio, un gran numero di esperti sovietici, tra cui architetti, arrivò in Cina per aiutare il paese nella costruzione di uno Stato comunista. Esempi di architettura neoclassica sovietica a Shanghai comprendono quello che oggi è il Centro Internazionale delle Esposizioni di Shanghai.
Il distretto di Pudong di Shanghai mostra una vasta gamma di moderni grattacieli, molti dei quali sono tra i più alti del mondo.

### Architetture religiose
- Il Tempio degli Dei della Città, Chenghuangmiao, sorge nel cuore della città vecchia, è il tempio della religione tradizionale cinese che venne eretto nel XVI secolo e completamente rinnovato.
- Il Tempio del Dio della Cultura, Wenmiao, dedicato a Confucio.
- Il Tempio del Magnifico Drago, Longhua Sì, è il maggiore tempio buddista della città, venne fondato nel periodo dei Tre Regni e ampliato in epoca Qing; conserva la sola pagoda di Shanghai, risalente al 274.
- Il Tempio del Buddha di Giada, Yufo Sì, è un altro importante tempio buddista, fondato nel 1882 e ricostruito nel 1918. Prende il nome da due grandi statue del Buddha realizzata in giada custodite al suo interno.
- Il Tempio della Pace, Jing'an Sì, sorge nella centralissima Nanjing Xi-lu. Fondato originariamente nel periodo dei Tre Regni, venne completamente ricostruito a partire dalla fine del XIX secolo, e tutt'oggi in completamento.
- La Cattedrale di Sant'Ignazio a Xujiahui è una delle più grandi chiese di Cina, costruita a partire dal 1906.
- La Basilica di She Shan è l'unico luogo di pellegrinaggio cristiano attivo in Cina.

### Architetture civili
- Il Museo di Shanghai, notevole esempio di architettura contemporanea.
- Il Museo della scienza e della tecnologia di Shanghai
- Il Grande Teatro di Shanghai.
- Piazza del Popolo.

### Architetture contemporanee
- La Oriental Pearl Tower, alta 468 metri, è un altro simbolo della città ed è la quarta torre più alta al mondo.
- La Shanghai Tower, alta 632 metri, è il grattacielo più alto della Cina e il terzo al mondo.
- Lo Shanghai World Financial Center, alto 492, è il secondo grattacielo più alto della Cina e il sesto al mondo.
- La Jin Mao Tower, alta 421 metri, è il terzo grattacielo più alto della città.
- La Shimao International Plaza.
- La One Lujiazui, appena terminata e che vanta un'altezza di 269 metri.[28][29]

### Giardini
- Il Giardino del Mandarino Yu, Yu Yuan, è un elaborato giardino tradizionale in stile Jiangnan, voluto dall'ufficiale Pan Yu nel XVI secolo e progettato dall'architetto Zhang Nanyang.
- Il Parco Longhua, Longhua Gongyuan, è un sito fiorito con importanti esposizioni di bonsai, orchidee, azalee, sistemato secondo la tradizione del Giardino cinese tradizionale.

### Case tradizionali
Un tratto culturale tipico di Shanghai è l'abitazione di tipo shikumen (石庫门S): consiste in edifici di due/tre piani a mattoni neri/grigi. Ogni abitazione è collegata alle altre e disposta in stretti vicoli, noti come longtang (弄堂). Ogni vicolo ha un'entrata caratterizzata da un arco di pietra il cui nome è letteralmente shikumen. Le abitazioni shikumen sono il risultato di una commistione di elementi architettonici occidentali e stili tradizionali dell'architettura e della società del basso Fiume Azzurro.
Tutte le tradizionali case cinesi sono dotate di cortile, così come l'abitazione di tipo shikumen. Essendo il shikumen un edificio urbano, il cortile è molto più piccolo e svolge la funzione di stanza senza tetto: una sorta di rifugio domestico lontano dalla confusione delle strade. La mancanza del tetto permette la raccolta dell'acqua e quindi la coltivazione di piccoli orti domestici, la ventilazione e l'illuminazione delle stanze della casa. Prima della seconda guerra mondiale più dell'80% della popolazione viveva in queste caratteristiche dimore.

## Società

### Evoluzione demografica

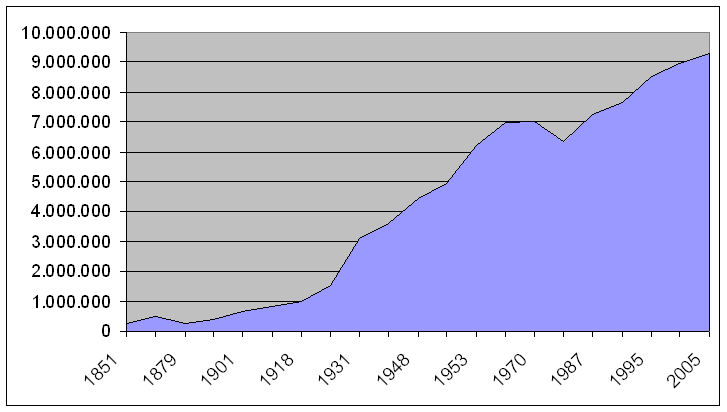
Crescita della popolazione di Shanghai fino al 2005.

Secondo il censimento del 2010 la popolazione totale di Shanghai ammonta a 23.019.148, con una crescita del 37,53% rispetto ai 16.737.734 del 2000. 20,6 milioni, ovvero l'89,3%, rappresentano la popolazione urbana, mentre i restanti 2,5 milioni (10,7%) sono abitanti rurali. Seguendo la suddivisione amministrativa cinese, Shanghai è il secondo comune più grande della nazione, alle spalle di Chongqing, ma viene generalmente considerata la più grande città cinese, poiché la popolazione urbana di Chongqing è molto inferiore.
Circa 9 milioni dei 23 milioni di residenti di Shanghai, cioè più del 39%, sono migranti a lungo termine, il triplo dei 3 milioni contati nel 2000. Le principali origini dei migranti sono Anhui (29,0%), Jiangsu (16,8 %), Henan (8,7%) e le province del Sichuan (7,0%), mentre il 79% proviene dalle zone rurali. I migranti rappresentano l'intero aumento della popolazione, infatti il tasso di crescita naturale di Shanghai è, a partire dal 1993, negativo per via del suo bassissimo tasso di fertilità, solo lo 0,6 nel 2010, probabilmente il livello più basso in tutto il mondo.
Il 98,8% dei residenti di Shanghai sono di etnia cinese han, mentre il restante 1,2% appartiene a diversi gruppi di minoranza. Tuttavia tali minoranze sono cresciute del 165,54% a partire dal 2000, molto più velocemente rispetto alla crescita complessiva della popolazione.
Secondo le statistiche ufficiali a Shanghai nel 2009 vi erano 152.050 stranieri ufficialmente registrati, con un incremento del 50% dai 100.011 del 2005. Le tre maggiori nazionalità straniere erano giapponese (31.490), statunitense (21.284) e coreana (20.700). Si noti che queste statistiche mostrano solo i residenti ufficialmente registrati e che il numero effettivo di cittadini stranieri che vivono a Shanghai è probabilmente molto più alto. Ad esempio, nel 2009 la comunità della Corea del Sud di Shanghai si stimava fosse cresciuta fino a contare più di 70.000 individui. Alcuni espatriati stranieri restano a Shanghai per un lungo periodo, rinnovando la reputazione di Shanghai come la città più globale della Cina. Vi è inoltre un gran numero di persone provenienti da Taiwan che vive all'interno del comune (le stime del 2010 variano intorno ai 700.000 individui).
L'aspettativa di vita dei residenti di Shanghai ha raggiunto gli 82,13 anni (79,82 per gli uomini e 84,44 per le donne), il più alto in Cina e superiore a tutti i Paesi al mondo. Nello stesso anno il tasso di mortalità materna a Shanghai era di 9,61 per 100.000, mentre il tasso di mortalità infantile era sceso a 5,97 per 1.000 da 6,58 nel 2009. A causa della combinazione di alta aspettativa di vita e il basso tasso di fertilità vi è un grave problema di invecchiamento della popolazione: al 2009 solo l'8,3% del totale era sotto i 14 anni, mentre il 22,54% ne aveva più di 60.

### Lingue e dialetti
La maggior parte dei residenti di Shanghai sono i discendenti di immigrati provenienti dalle due province adiacenti di Jiangsu e Zhejiang, che si trasferirono a Shanghai alla fine del XIX secolo, regioni dove era uso parlare la lingua wu. Negli ultimi decenni, molti migranti provenienti da altre zone della Cina, si sono trasferiti a Shanghai per lavoro. Essi spesso non possono usare la loro lingua nativa e quindi utilizzano il mandarino standard come lingua franca.
Il linguaggio volgare di Shanghai è un dialetto del Wu cinese, mentre la lingua ufficiale a livello nazionale è il mandarino. La lingua locale è reciprocamente inintelligibile con il mandarino, ed è quindi una parte inseparabile dell'identità di Shanghai.
La prevalenza del mandarino è in generale più elevata per i nati dopo il 1949 rispetto a quelli nati prima, mentre il livello d'inglese come seconda lingua è più elevato per le persone che hanno ricevuto la loro educazione secondaria e terziaria prima del 1949 rispetto a quelli che lo hanno fatto dopo il 1949 e prima del 1990.

### Religione

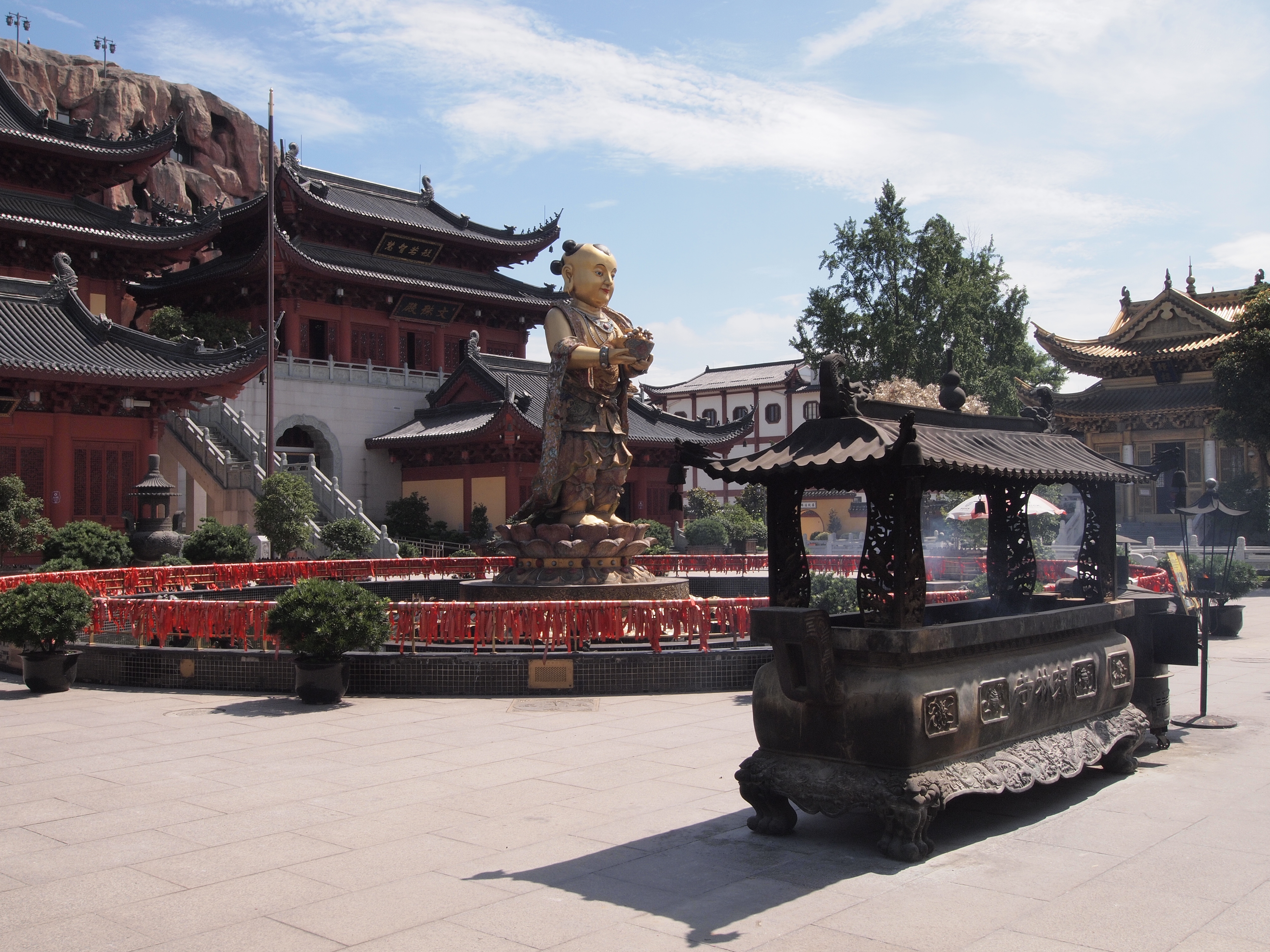
Padiglioni del Tempio Donglin.

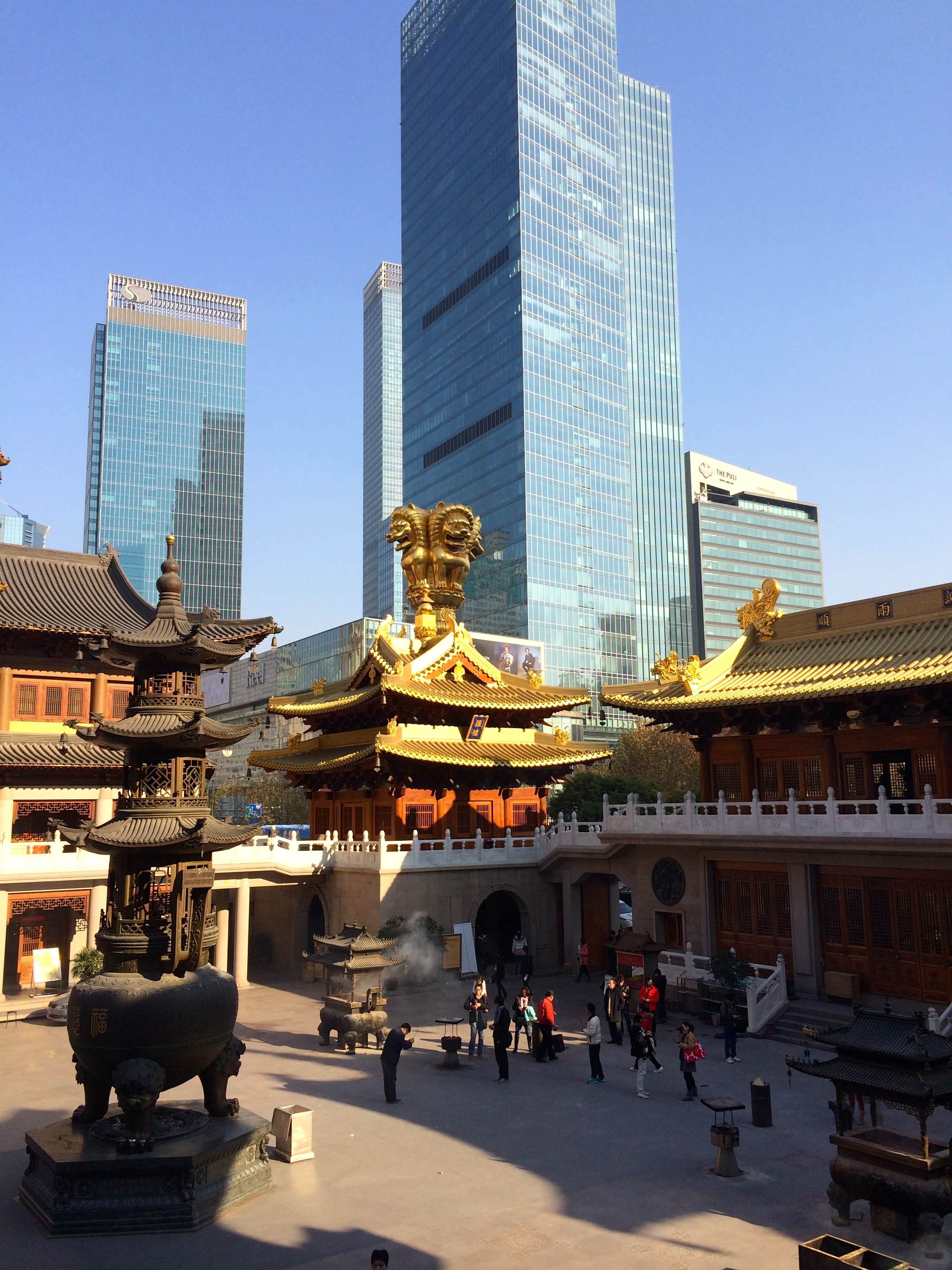
Il Tempio Jing'an sulla strada Nanjing Ovest.

Grazie alla sua storia cosmopolita, Shanghai possiede una ricca eredità religiosa, come dimostrano i numerosi edifici di culto e istituzioni religiose attive nella città. La religione tradizionale cinese, il confucianesimo, il buddhismo e il Taoismo sono presenti con diversi templi, tra cui: il Chenghuangmiao (Tempio del Dio della Città) nel cuore della città vecchia, e un tempio dedicato ai Tre Regni e al generale Guan Yu. Il Wenmiao (Tempio del Dio della Cultura) è un tempio dedicato a Confucio. Il Tempio Longhua, il più grande tempio di Shanghai, e il Tempio Jing'an, furono entrambi fondati nel periodo dei Tre Regni. Un altro tempio importante è il Tempio del Buddha di Giada, che prende il nome da una grande statua del Buddha realizzata in giada custodita al suo interno. Negli ultimi decenni, decine di nuovi templi buddhisti sono stati costruiti in tutta la città.
L'islam fu introdotto a Shanghai 700 anni fa e una moschea fu costruita nel 1295 a Songjiang. Presso la Moschea Xiaotaoyuan nel distretto sud si trova la sede dell'Associazione Islamica di Shanghai. Shanghai ha anche la percentuale più alta di cattolici in Cina (2003).
Tra le chiese cattoliche, la Cattedrale di Sant'Ignazio a Xujiahui è una delle più grandi, mentre la Basilica di She Shan è l'unico luogo di pellegrinaggio attivo in Cina. La comunità cristiana di Shanghai comprende minoranze orientali ortodosse e le chiese cristiane protestanti.
Durante la seconda guerra mondiale migliaia di ebrei si recarono a Shanghai nel tentativo di fuggire dal regime di Hitler. Gli ebrei vivevano in una zona della città denominata Ghetto di Shanghai e formarono una comunità vivace centrata sulla Sinagoga Moishe Ohel.
Secondo rilevazioni statistiche del 2012 solo circa il 13% della popolazione di Shanghai appartiene a religioni organizzate; il gruppo più numeroso è quello dei buddisti con il 10,4%, seguito dai protestanti con l'1,9%, i cattolici con lo 0,7% e altre fedi con lo 0,1%. La grande maggioranza, pari all'87% della popolazione totale, non è religiosa o partecipa ai culti della religione tradizionale degli dei e degli antenati.

## Cultura

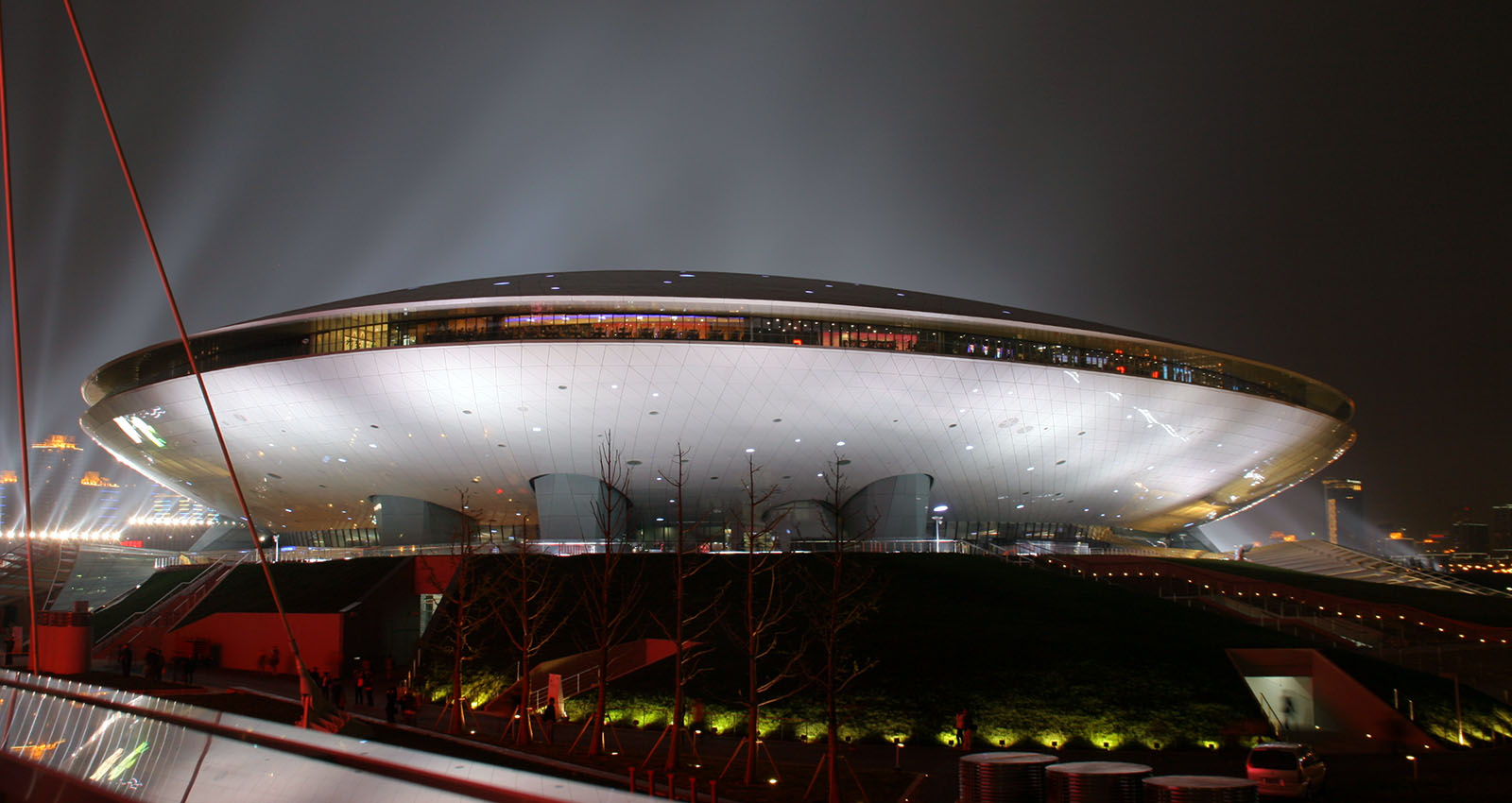
La Mercedes-Benz Arena durante l'Expo 2010.

Essendo stata il centro economico e culturale dell'est asiatico per la prima metà del XX secolo, Shanghai è vista come il luogo di nascita di ogni cosa considerata moderna in Cina. È infatti proprio a Shanghai che è stata guidata la prima auto a motore in Cina e sono stati posti i primi binari e le prime fognature moderne.

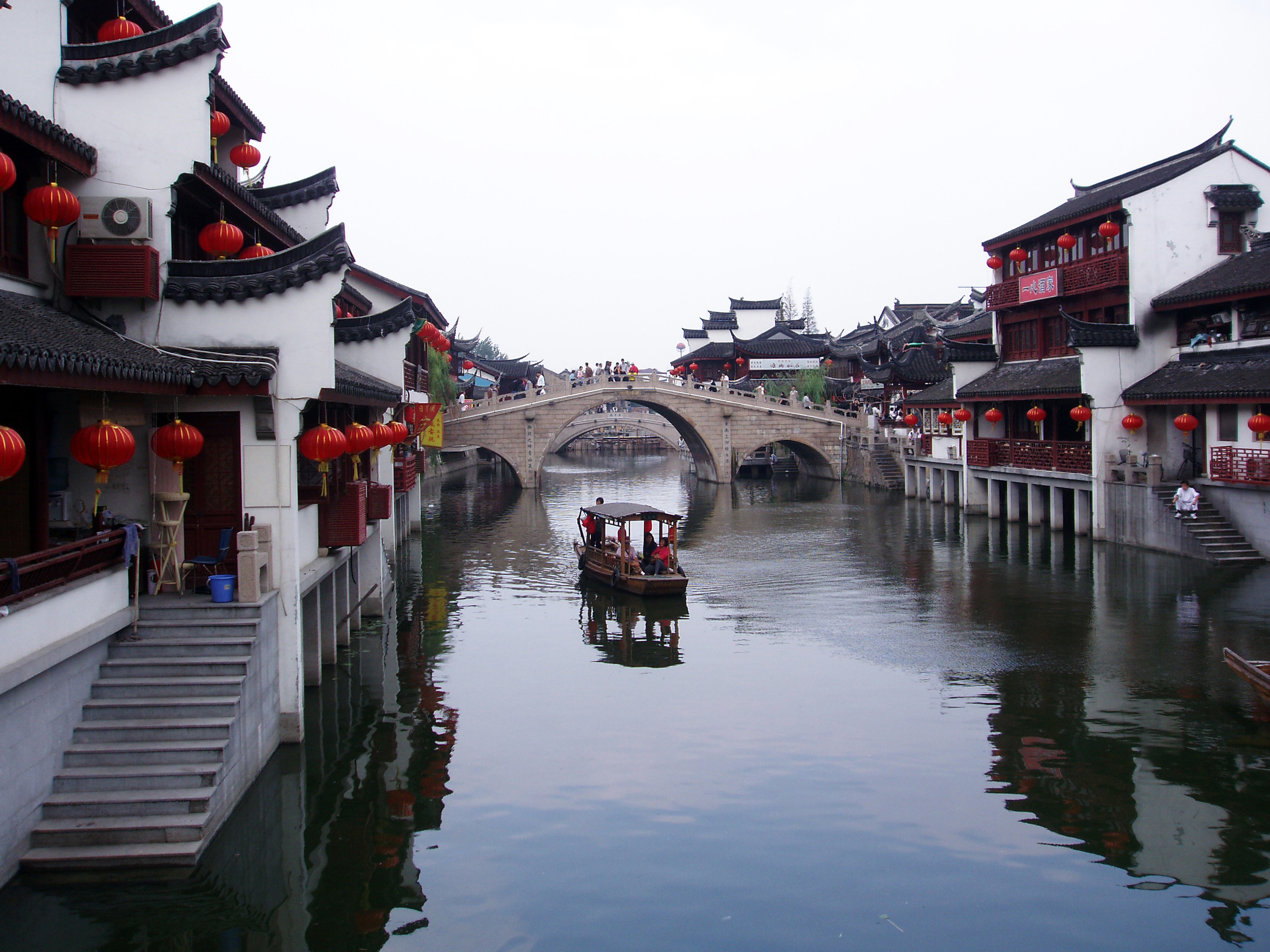
Spesso vista come una moderna metropoli, Shanghai continua ad avere pittoresche aree rurali suburbane.

La città è stata anche il "campo di battaglia" di numerosi intellettuali e scrittori socialisti che si sono concentrati sul realismo critico. Shanghai ha infatti ispirato scrittori come Lu Xun, Mao Dun, Shi Zhecun, Shao Xunmei, Ye Lingfeng, Eileen Chang e Zhongshu Qian. L'ambiente metropolitano e cosmopolita di Shanghai ha fatto da sfondo per diverse opere letterarie, tra cui il romanzo "La condizione umana" dello scrittore francese André Malraux e il romanzo "Shanghai" del giapponese Yokomitsu Riichi.
Negli ultimi cinque anni a Shanghai si è ampiamente riconosciuta una nuova influenza e ispirazione per la cultura cyberpunk. Edifici futuristici, come l'Oriental Pearl Tower e la strada Yan'an illuminata al neon sono alcuni esempi che hanno contribuito a creare l'immagine cyberpunk di Shanghai.

### Musei

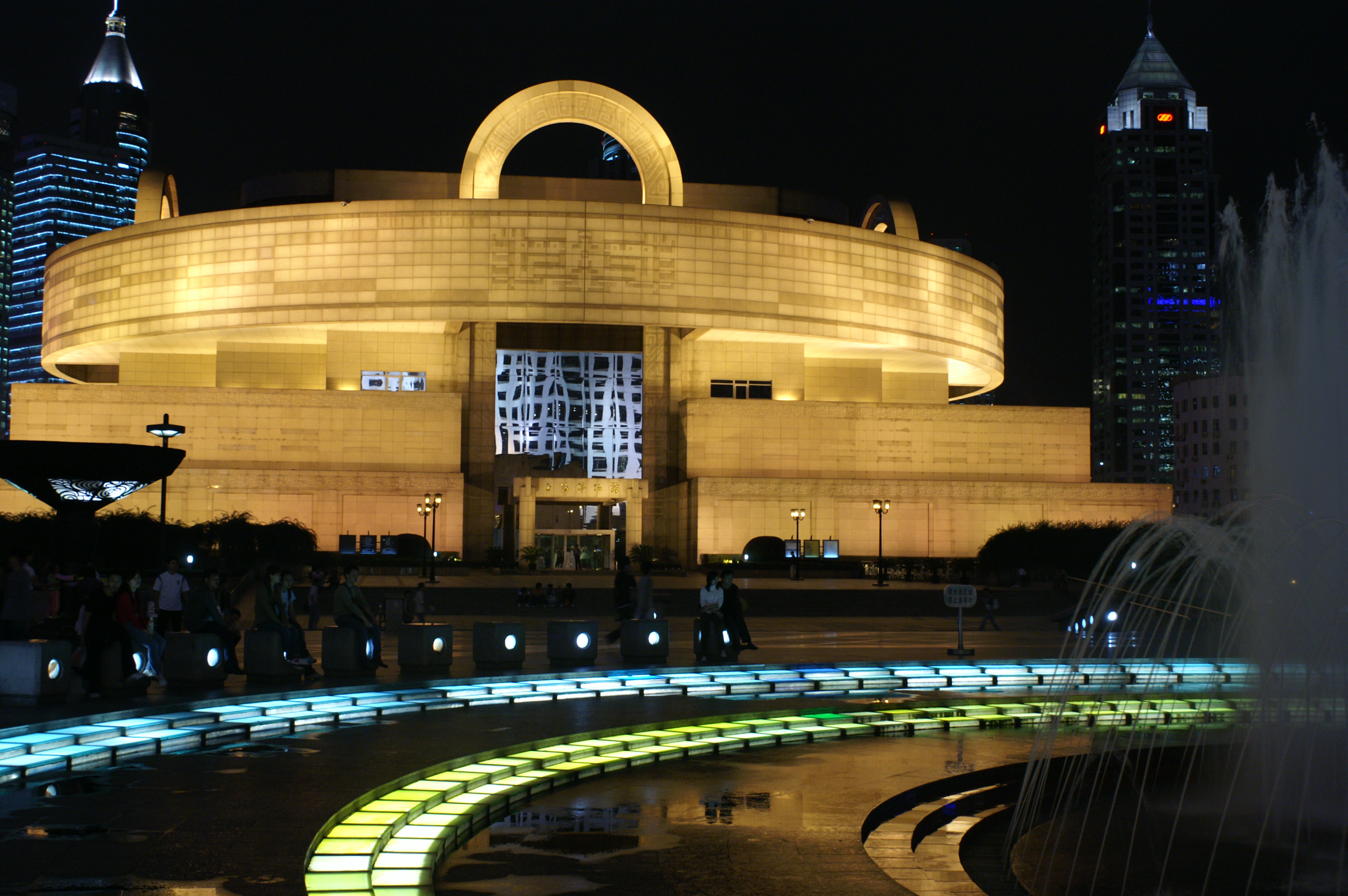
Il Museo d'arte e di storia di Shanghai che si trova nelle vicinanze di piazza del Popolo.

Shanghai vanta diversi musei di rilevanza regionale e nazionale. Il Museo d'arte e di storia di Shanghai vanta una delle migliori collezioni di reperti storici cinesi nel mondo, tra cui importanti reperti archeologici. Il Museo d'Arte di Shanghai è un importante museo d'arte che possiede sia mostre temporanee sia permanenti. Il Museo di Storia Naturale di Shanghai è un museo di storia naturale su larga scala. Inoltre, vi è una varietà di più piccoli musei specializzati, in alcuni dei quali sono ospitati importanti siti storici come il sito del governo provvisorio della Repubblica di Corea e il sito del primo congresso nazionale del Partito Comunista Cinese.
Vi è anche il Shanghai Jewish Refugees Museum, che commemora i rifugiati ebrei che vivevano a Shanghai durante la seconda guerra mondiale, dopo essere fuggiti dall'Europa per sfuggire alla Shoah.

### Cinema
Oltre che per la letteratura Shanghai è stato anche il luogo di nascita del cinema e del teatro cinese. Il primo cortometraggio cinese, La coppia difficile (难 夫 难 妻, Nanfu Nanqi, 1913) e il primo film di finzione Un orfano salva suo nonno (孤儿 救 祖 记, Gu'er Jiu Zuji, 1923) sono stati entrambi prodotti a Shanghai. Questi due film sono stati molto influenti e fecero acquisire alla città lo status di centro per la produzione di film. L'industria cinematografica di Shanghai ha continuato a fiorire durante i primi anni trenta, creando stelle come Zhou Xuan. Un'altra famosa attrice del cinema, Jiang Qing, è poi diventata la moglie di Mao Zedong. Il talento e la passione dei cineasti di Shanghai dopo la seconda guerra mondiale e la rivoluzione comunista in Cina hanno contribuito enormemente allo sviluppo dell'industria cinematografica di Hong Kong. Molti aspetti della cultura popolare di Shanghai ("Shanghainese Pops") sono stati trasferiti a Hong Kong dai numerosi emigranti e rifugiati. Il film In the Mood for Love, diretto da Wong Kar-wai (egli stesso un nativo di Shanghai), raffigura una fetta della comunità Shanghainese sfollata a Hong Kong e la nostalgia per l'epoca.
Lo Shanghai International Film Festival è uno dei più grandi festival cinematografici dell'Asia orientale.

### Arti

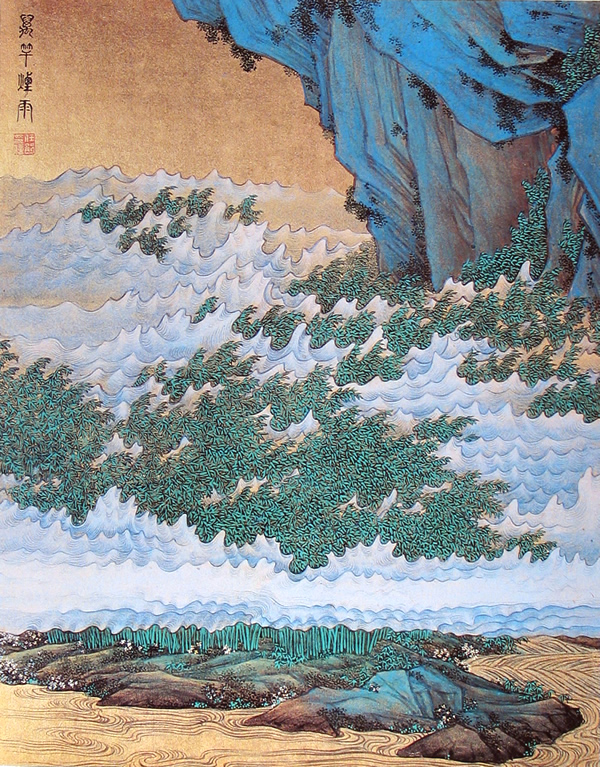
十万 图 之 四 (n° 4 di centomila scene) di Ren Xiong, un pioniere della scuola di arte cinese, Shanghai, 1850.

La "Scuola di Shanghai" è stata un'importante scuola cinese di arti tradizionali durante la dinastia Qing e il XX secolo. La Scuola di Shanghai ha sfidato e rotto la tradizione elitaria dell'arte cinese, ma ha anche saputo rendere omaggio alla tecnica degli antichi maestri migliorando le tecniche tradizionali esistenti. I membri di questa scuola erano colti letterati che erano venuti a mettere in discussione la loro stessa condizione e lo scopo dell'arte, anticipando l'imminente modernizzazione della società cinese.
In un'epoca di rapidi cambiamenti sociali, le opere della scuola Shanghai erano ampiamente innovative e diversificate e spesso contenevano un commento sociale riflessivo ma sottile. I più noti personaggi di questa scuola furono Qi Baishi, Ren Xiong, Ren Yi, Zhao Zhiqian, Wu Changshuo, Sha Menghai, Pan Tianshou e Fu Baoshi. In letteratura, il termine "scuola di Shanghai" è stato usato nel 1930 da alcuni intellettuali del Movimento del Quattro Maggio, in particolare da Zhou Zuoren e Shen Congwen, come etichetta dispregiativa per la letteratura prodotta a Shanghai in quel periodo. Essi hanno sostenuto che la scuola di letteratura di Shanghai era meramente commerciale e quindi non in grado di portare avanzamento nel progresso sociale. Questo divenne noto come il dibattito Jingpai contro Haipai.
La "scuola Songjiang" (淞江 派) era una piccola scuola di pittura durante la dinastia Ming. È comunemente considerata come un ulteriore sviluppo della Scuola Wu o Wumen. La scuola Huating (华亭 派) è stata un'altra importante scuola d'arte durante la tarda seconda metà della dinastia Ming. I principali risultati si sono visti nella pittura tradizionale cinese, nella calligrafia e nella poesia. Dong Qichang è stato uno dei maestri di questa scuola.

### Moda

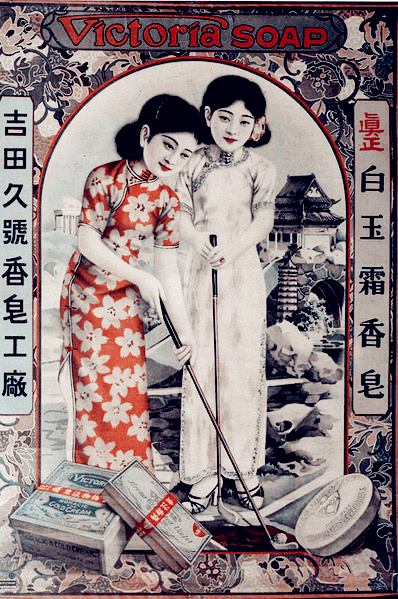
Due ragazze vestono la versione di Shanghai del cheongsam.

Anche la moda ha avuto un ruolo culturale di rilievo nella storia della città e le riforme economiche in atto contribuiscono al risveglio di questa attività.
Particolare interesse riveste il cheongsam, il tradizionale vestito femminile cinese.
Il qipao di Shanghai si distinse per il taglio più snello e aderente e per l'introduzione di accessori occidentali come sciarpe e cappotti. Altre versioni del cheongsam prevedevano un taglio a collo alto, senza maniche. La rivoluzione comunista congelò la vocazione stilistica di Shanghai.

### Istruzione

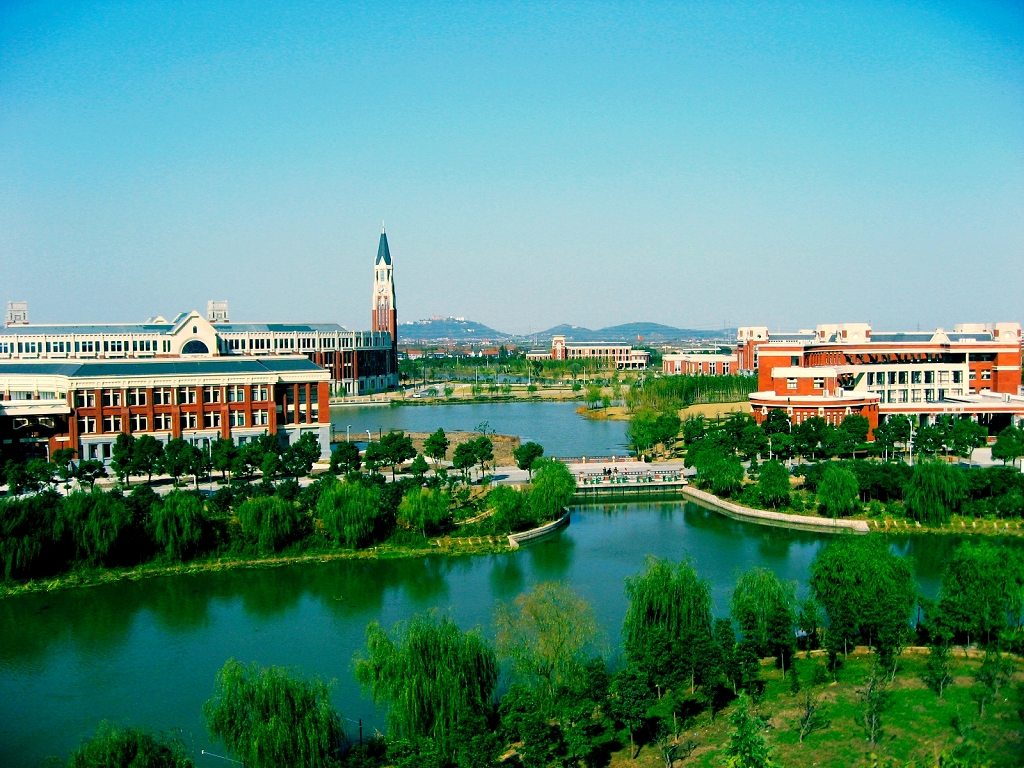
Campus universitario a Songjiang.

Shanghai vanta uno dei migliori sistemi scolastici della Cina. È stata la prima città del Paese ad attuare l'istruzione obbligatoria di nove anni. Il censimento del 2010 indica che sulla popolazione totale di Shanghai, il 22,0% aveva un grado di istruzione universitaria, il doppio di quanto registrato nel 2000, mentre il 21,0% aveva frequentato l'istruzione superiore, il 36,5% la scuola media e l'1,35% si era fermato alla scuola primaria. Il 2,74% dei residenti erano analfabeti.
Shanghai ha più di 930 asili, 1.200 scuole elementari e 850 scuole medie. Gli oltre 760.000 studenti delle scuole medie e 871 000 studenti della scuola primaria sono istruiti rispettivamente da 76.000 e 64.000 docenti.
Shanghai è un importante centro per l'istruzione superiore in Cina con oltre trenta università e college. Un buon numero delle università più prestigiose della Cina è basata a Shanghai, tra cui l'Università normale della Cina orientale (East China Normal University, ECNU), l'Università Jiao Tong di Shanghai, l'Università Fudan e l'Università Tongji. La più grande università è l'Università di Shanghai (上海大学 Shànghǎi Dàxué), abbreviata in SHU o Shangda (上大 Shàngdà), frequentata da circa 37.000 studenti e fa parte del Progetto 211. Altre università sono il Politecnico di Shanghai Due e l'Università normale di Shanghai.
Nel 2010 Shanghai ha raggiunto il primo posto nella valutazione delle scuole statali di tutto il mondo. Secondo il Programma per la valutazione internazionale dell'allievo, gli studenti di Shanghai hanno ottenuto migliori risultati nella matematica e nelle scienze di qualunque altro studente al mondo. Lo studio ha anche affermato che le scuole pubbliche finanziate a Shanghai hanno la più alta qualità educativa nel mondo.

## Ambiente
I parchi di Shanghai offrono un'alternativa alla giungla urbana. L'ex ippodromo, trasformato nel parco centrale, il parco piazza del Popolo, si trova nel cuore del centro cittadino e vanta la vicinanza di altri punti di interesse di Shanghai. Il parco Fuxing, nella ex concessione francese di Shanghai, gode di giardini in stile francese ed è circondato da bar e caffè di fascia alta. Il parco Zhongshan nel nord-ovest del centro di Shanghai è famoso per il monumento di Chopin, la più alta statua dedicata al compositore nel mondo. Costruito nel 1914 come Parco Jessfield, una volta ospitava il campus della St. John University, il primo collegio internazionale di Shanghai. Oggi è invece noto per i suoi vasti giardini di rose e peonie, una grande area giochi per bambini e come snodo nevralgico del sistema della metropolitana cittadina. Il giardino botanico di Shanghai si trova a 12 km a sud ovest del centro della città ed è stato fondato nel 1978. Uno dei parchi più recenti, si trova nella Xujiahui, edificato nel 1999 sulle ceneri di una fabbrica di gomma cinese. Il parco dispone di un lago artificiale con un ponte sospeso che lo attraversa e offre una piacevole tregua per gli avventori.
Il 4 novembre 2009 è stato approvato il progetto per lo Shanghai Disney Resort, che ha aperto le sue porte al pubblico il 16 giugno 2016. Costato 4,4 miliardi di dollari, è dotato di un castello e di un parco a tema ed è il più grande tra i resort Disney.

### Tutela ambientale
La consapevolezza pubblica dell'ambiente è in crescita e la città sta investendo in una serie di progetti di tutela ambientale. Il governo prevede incentivi per le aziende di trasporto che investono in autobus a GPL e taxi. L'inquinamento dell'aria a Shanghai è basso rispetto ad altre città cinesi, ma il rapido sviluppo negli ultimi decenni, lo ha portato a essere superiore agli standard in tutto il mondo. Il governo si è mosso negli ultimi decenni per far rispettare alle numerose fabbriche dei dintorni i regolamenti anti-inquinamento. Inoltre diversi parchi hanno sostituito le fabbriche nel centro della città. Di conseguenza la qualità dell'aria di Shanghai è in costante miglioramento dal 1990.
Nel mese di marzo 2013 12.000 suini morti sono stati trovati nel fiume Huangpu che fornisce parte dell'acqua potabile di Shanghai. I maiali sono stati scaricati dagli agricoltori nella vicina Jiaxing, provincia di Zhejiang, una delle principali aree di allevamento di suini della zona.

## Geografia antropica

### Suddivisioni amministrative
Shanghai è amministrativamente considerata al pari di una provincia e si articola in sedici divisioni: quindici distretti e una nuova area: Pudong. Anche se ogni quartiere ha il suo nucleo urbano, il vero centro della città è posto tra il Bund a est, via Nanchino a nord, Città Vecchia e Huaihai Road a sud. Le aree di primo piano per il commercio e gli affari includono Lujiazui sulla riva orientale del fiume Huangpu e le aree del Bund e Hongqiao sulla riva occidentale del fiume Huangpu. Le principali unità amministrative sono situate nel distretto di Huangpu, che serve anche come una zona commerciale, tra cui la famosa via Nanchino. Molte università di Shanghai si trovano nelle zone residenziali del distretto di Yangpu e nel distretto di Putuo. Il distretto di Zhabei è stato soppresso.
Sette distretti amministrano i quartieri e i sobborghi di Puxi, la città storica sulla riva occidentale del fiume Huangpu:

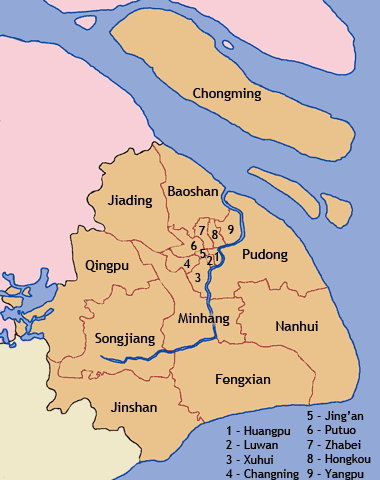
Distretti e contea di Shanghai.

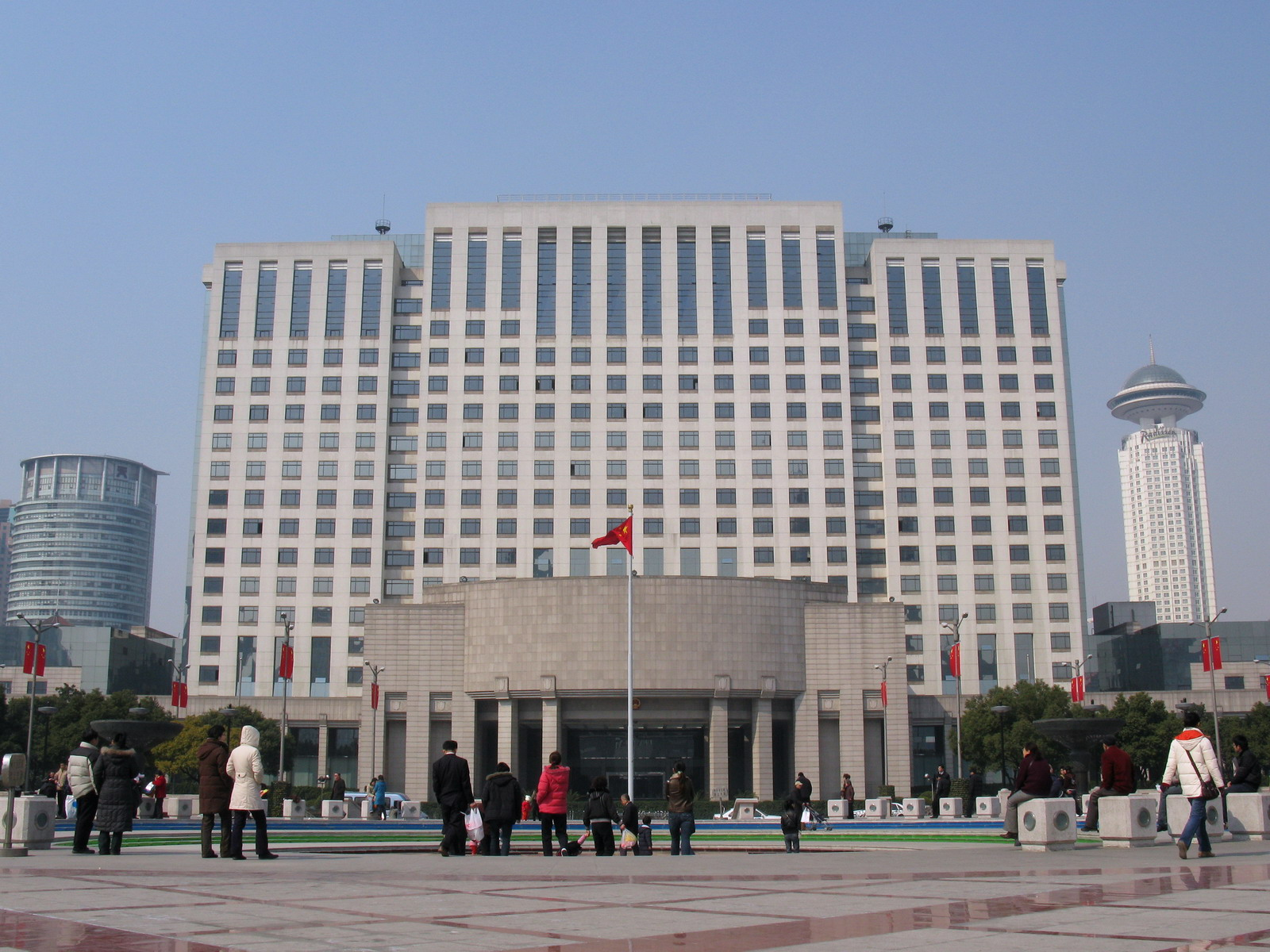
La sede dell'autorità amministrativa di Shanghai.

- Distretto di Huangpu (黄浦区 Huángpǔ Qū)
- Distretto di Xuhui (徐汇区; Xúhuì Qū)
- Distretto di Changning (长宁区; Chángníng Qū)
- Distretto di Jing'an (静安区; Jìng'ān Qū)
- Distretto di Putuo (普陀区 Pǔtuó Qū)
- Distretto di Hongkou (虹口区; Hóngkǒu Qū)
- Distretto di Yangpu (杨浦区; Yángpǔ Qū)

Pudong, la nuova parte della città sulla riva orientale del fiume Huangpu, è governata da una particolare nuova area:
- Pudong (浦东新区; Pǔdōng Xīn Qū)

Sette distretti amministrano sobborghi, città satellite e aree rurali della municipalità:
- Distretto di Baoshan (宝山区; Bǎoshān Qū)
- Distretto di Minhang (闵行区; Mǐnháng Qū)
- Distretto di Jiading (嘉定区; Jiādìng Qū)
- Distretto di Jinshan (金山区; Jīnshān Qū)
- Distretto di Songjiang (松江区; Sōngjiāng Qū)
- Distretto di Qingpu (青浦区; Qīngpǔ Qū)
- Distretto di Fengxian (奉贤区; Fèngxián Qū)

L'isola di Chongming e le due isole minori di fronte a Pudong, alla foce del Fiume Azzurro, sono governate dal:
- Distretto di Chongming (崇明县; Chóngmíng Qū)

A partire dal 2009 queste divisioni a livello di contea sono state ulteriormente suddivise in 210 parti: 109 cittadine, due comunità, 99 sottodistretti. Questi sono a loro volta suddivisi in 3.661 comitati di quartiere e 1.704 comitati di villaggio.

## Economia

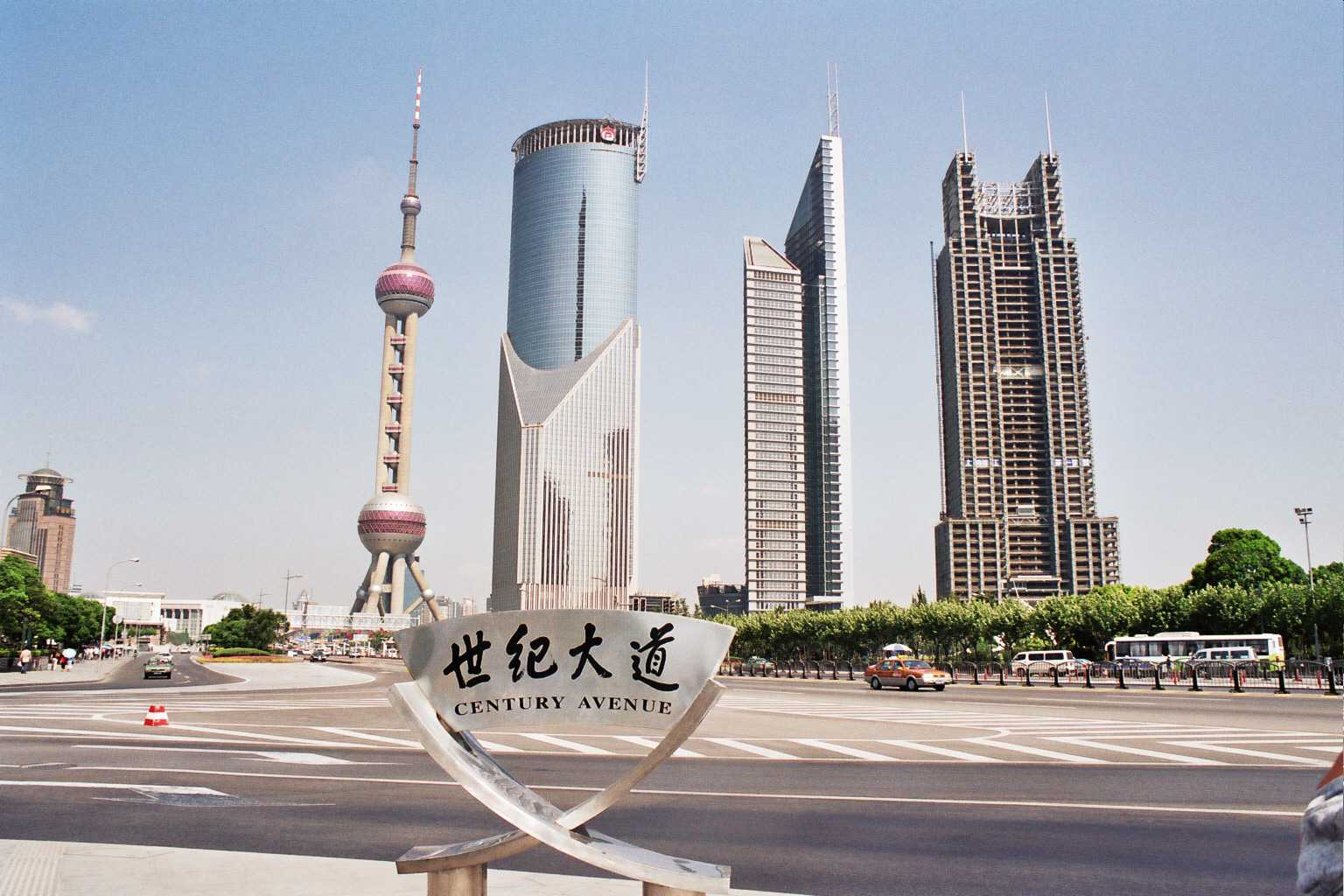
Grattacieli di Pudong visti da Century Avenue nel 2005.

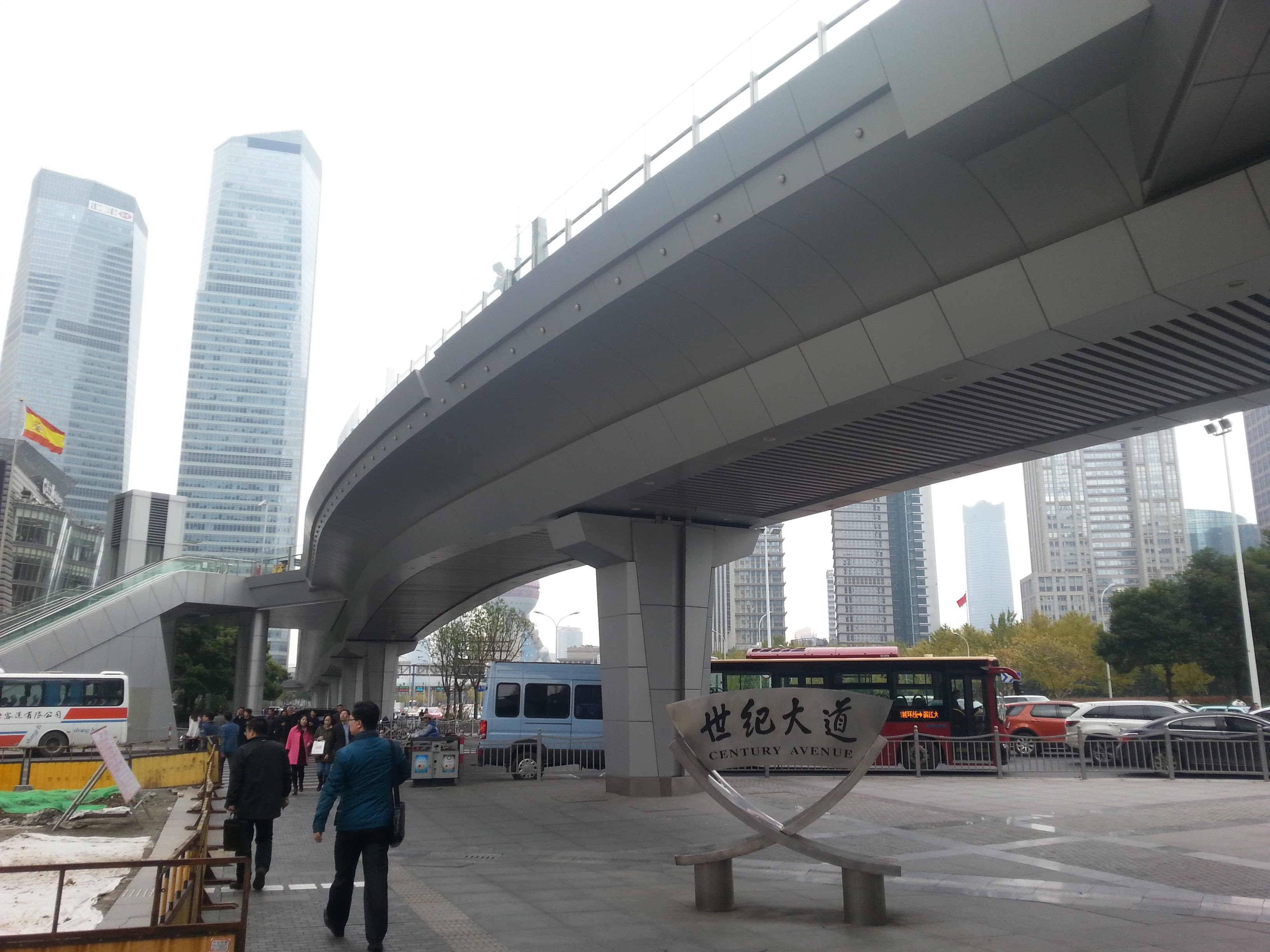
Grattacieli di Pudong visti da Century Avenue nel 2015.

Shanghai è il centro commerciale e finanziario della Cina continentale, e risulta posizionata all'ottavo posto nella edizione 2011 del Global Financial Centres Index pubblicato dalla City di Londra. Nel corso degli anni trenta è stata la città più grande e prospera dell'Estremo Oriente e a partire dal 1990 ha incominciato a conoscere un rapido periodo di nuovo sviluppo. La vivacità economica della città è ben rappresentata dai numerosi e moderni grattacieli del distretto finanziario di Pudong. Il distretto, che è diventato una zona pilota per le riforme economiche integrate, riproduce l'aspetto dei maggiori centri finanziari statunitensi ed europei e ospita gli uffici di numerose imprese straniere. Pudong testimonia la storica vocazione internazionale della città e il ruolo di Shanghai come finestra sull'intera Cina e la sua emergente e dinamica economia.
Alla fine del 2009 vi erano in città 787 istituzioni finanziarie, di cui 170 erano di investitori stranieri. Nel 2009 la borsa di Shanghai era al terzo posto tra le borse mondiali in termini di volume di scambi e sesta in termini di capitalizzazione totale delle società quotate. Il volume delle transazioni dei sei prodotti chiave, tra cui gomma, rame e zinco, quotati sullo Shanghai Futures Exchange, era al primo posto mondiale.

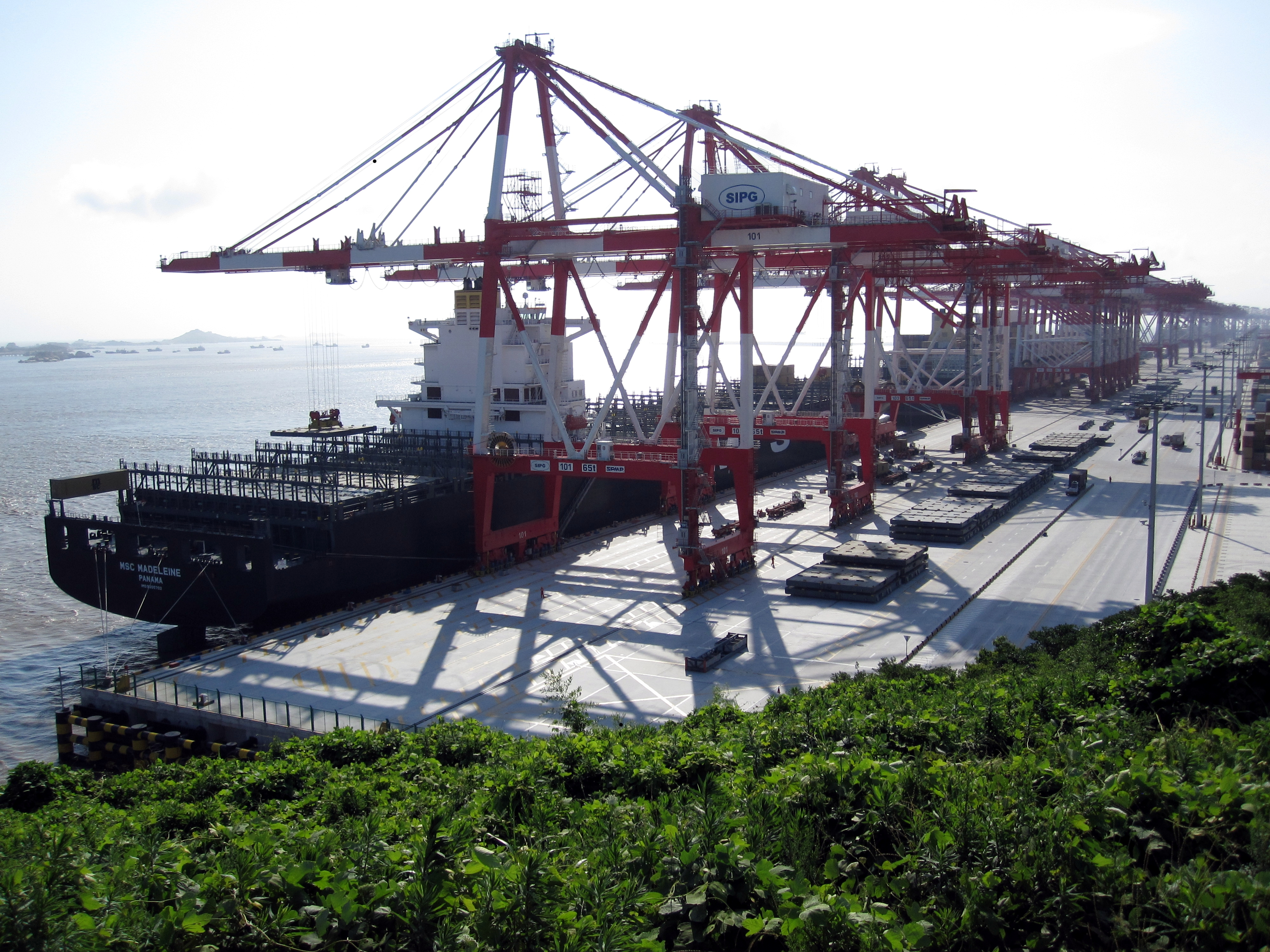
Shanghai possiede il terminal container più trafficato del mondo.

Negli ultimi due decenni Shanghai è stata una delle città dallo sviluppo più veloce al mondo. Dal 1992 Shanghai ha registrato una crescita a due cifre, quasi ogni anno, tranne durante la recessione globale nel 2008 e nel 2009. Nel 2011 il PIL totale di Shanghai è cresciuto a 1.920 miliardi di yuan (297 miliardi di dollari), con un PIL pro capite di 82.560 yuan (US $ 12.784). Le tre più grandi industrie del settore terziario sono i servizi finanziari, la vendita al dettaglio e il settore immobiliare. Il settore agricolo e quello manifatturiero hanno rappresentato rispettivamente il 39,9%, lo 0,7% della produzione totale. Il reddito medio disponibile annuo dei residenti di Shanghai, sulla base dei primi tre trimestri del 2009, è stato di 21.871 RMB.
Situata nel cuore del delta del Fiume Azzurro, Shanghai possiede il terminal container più trafficato del mondo che ha gestito 29.050.000 TEU nel 2010. Shanghai si propone di essere un centro di spedizione internazionale nel prossimo futuro.
Shanghai è uno dei principali centri industriali della Cina, giocando un ruolo chiave nelle industrie pesanti del paese. Molte zone industriali, tra cui la "zona per lo sviluppo economico e tecnologico di Shanghai Hongqiao", la "zona economica di export di Jinqiao", la "zona per lo sviluppo economico e tecnologico di Minhang", sono dorsali per il settore secondario di Shanghai. Al 2009 le industrie pesanti rappresentavano il 78% della produzione industriale lorda. Il più grande produttore di acciaio cinese, la Baosteel, e uno dei più antichi costruttori navali, i cantieri Jiangnan, si trovano a Shanghai. La produzione di automobili è un altro settore importante. La Shanghai Automotive Industry Corporation ha sede in città ed è una delle tre più grandi aziende automobilistiche cinesi, che vanta partenariati strategici con Volkswagen e General Motors.

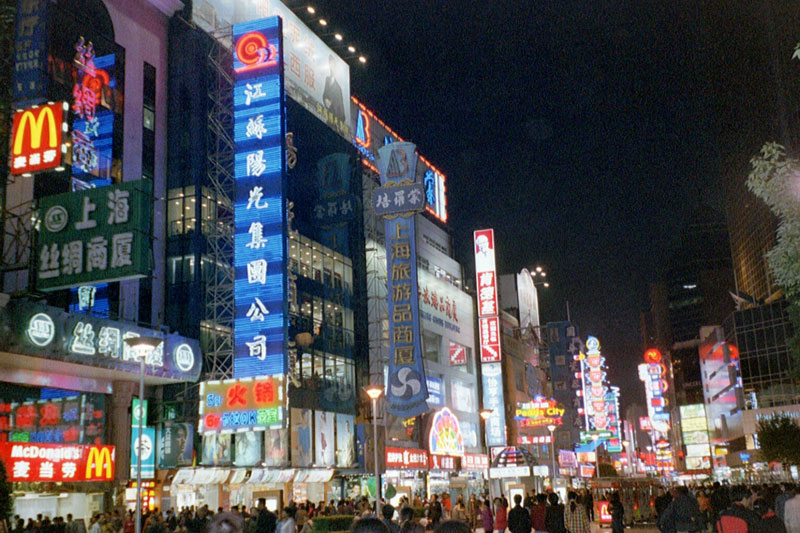
Via Nanchino di notte.

Anche il settore dei congressi e dei meeting è in crescita e nel 2012 la città ha ospitato 780 convegni internazionali. L'elevata offerta di camere d'albergo ha mantenuto le tariffe inferiori al previsto, con il prezzo medio per una camera in alberghi a cinque stelle a circa 950 RMB (153 US $) nel 2012.
Oggi Shanghai rivaleggia in ambito economico con la città di Hong Kong, che è avvantaggiata dal moderno e stabile sistema legale, oltre che dall'esperienza nel settore dei servizi bancari e finanziari. Shanghai gode al contrario di forti legami con le regioni continentali cinesi e con il governo centrale. È inoltre dotata di un migliore comparto manifatturiero e tecnologico. La riconsegna di Hong Kong alla Cina (1997) ha incrementato le opportunità di sviluppo economico di Shanghai e la richiesta di lavoratori qualificati, spazi per uffici e servizi finanziari.

## Infrastrutture e trasporti

### Trasporti pubblici

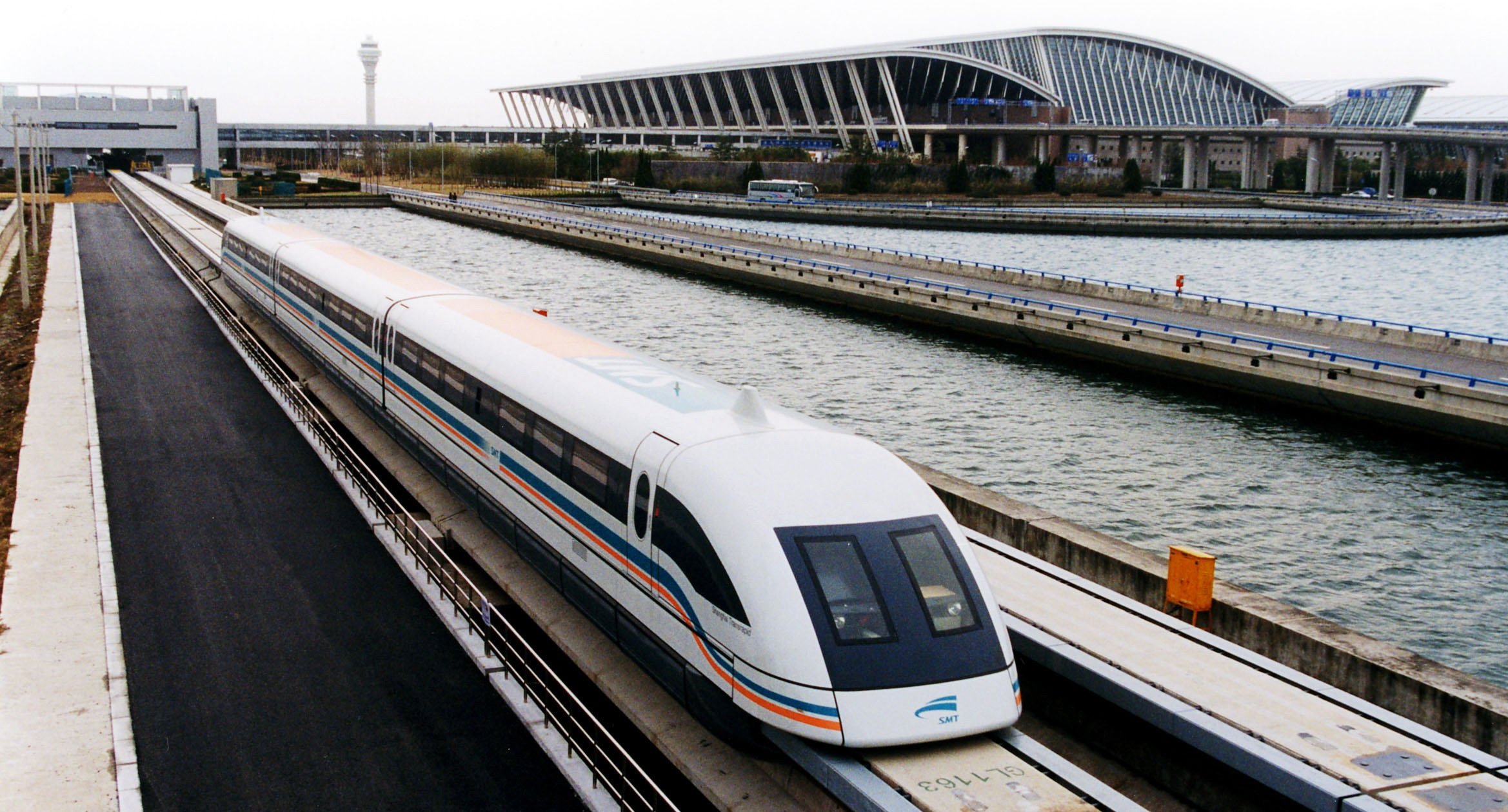
Il Maglev (Transrapid) con una velocità massima di 431 km/h in uscita dal Shanghai Pudong International Airport.

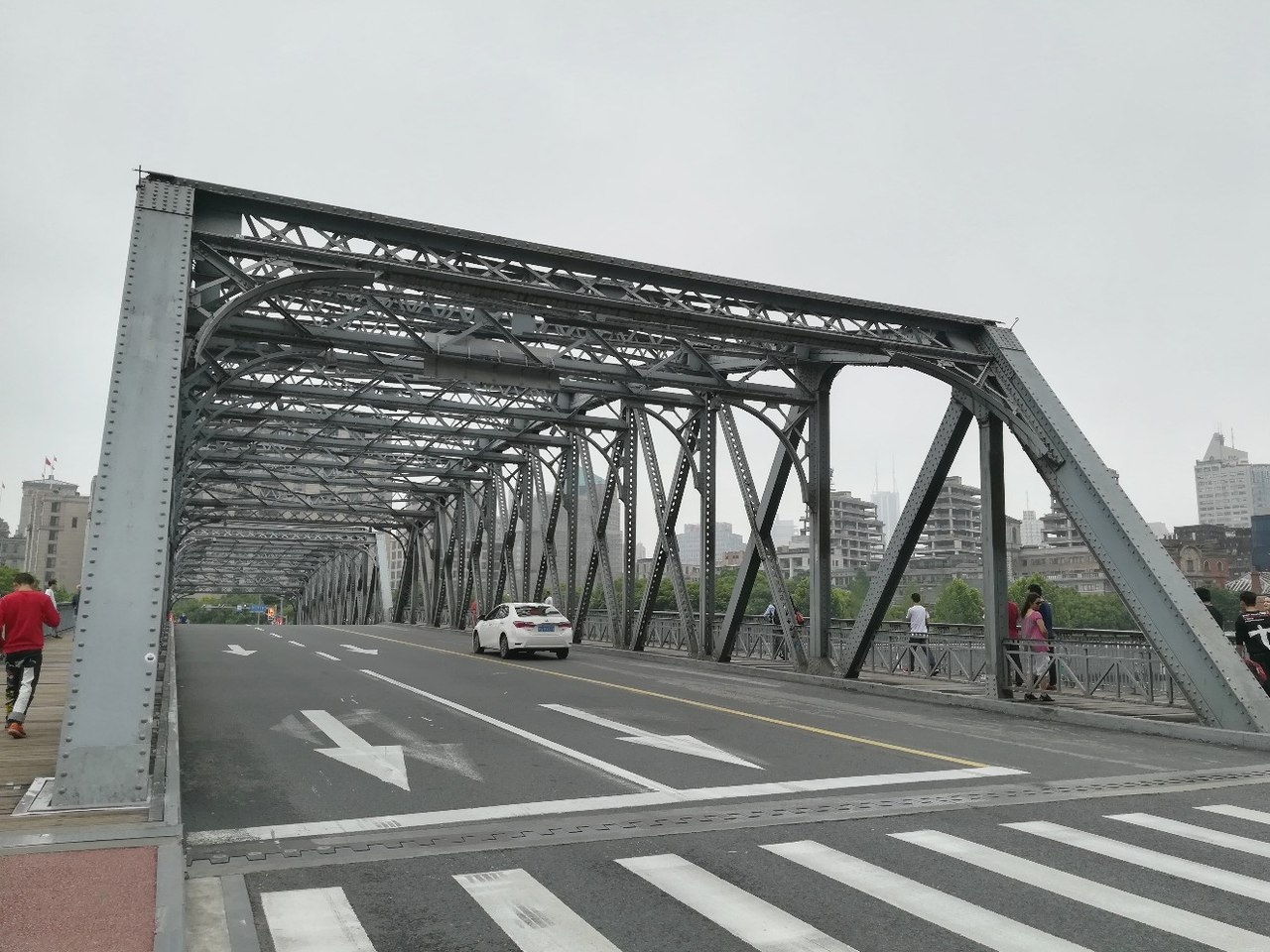
Garden Bridge a Shanghai.

Shanghai vanta un vasto sistema di trasporto pubblico, basato in gran parte sulla rete metropolitana, sugli autobus e sui taxi. Il pagamento di tutti questi mezzi può essere effettuato utilizzando la Shanghai Public Transportation Card.

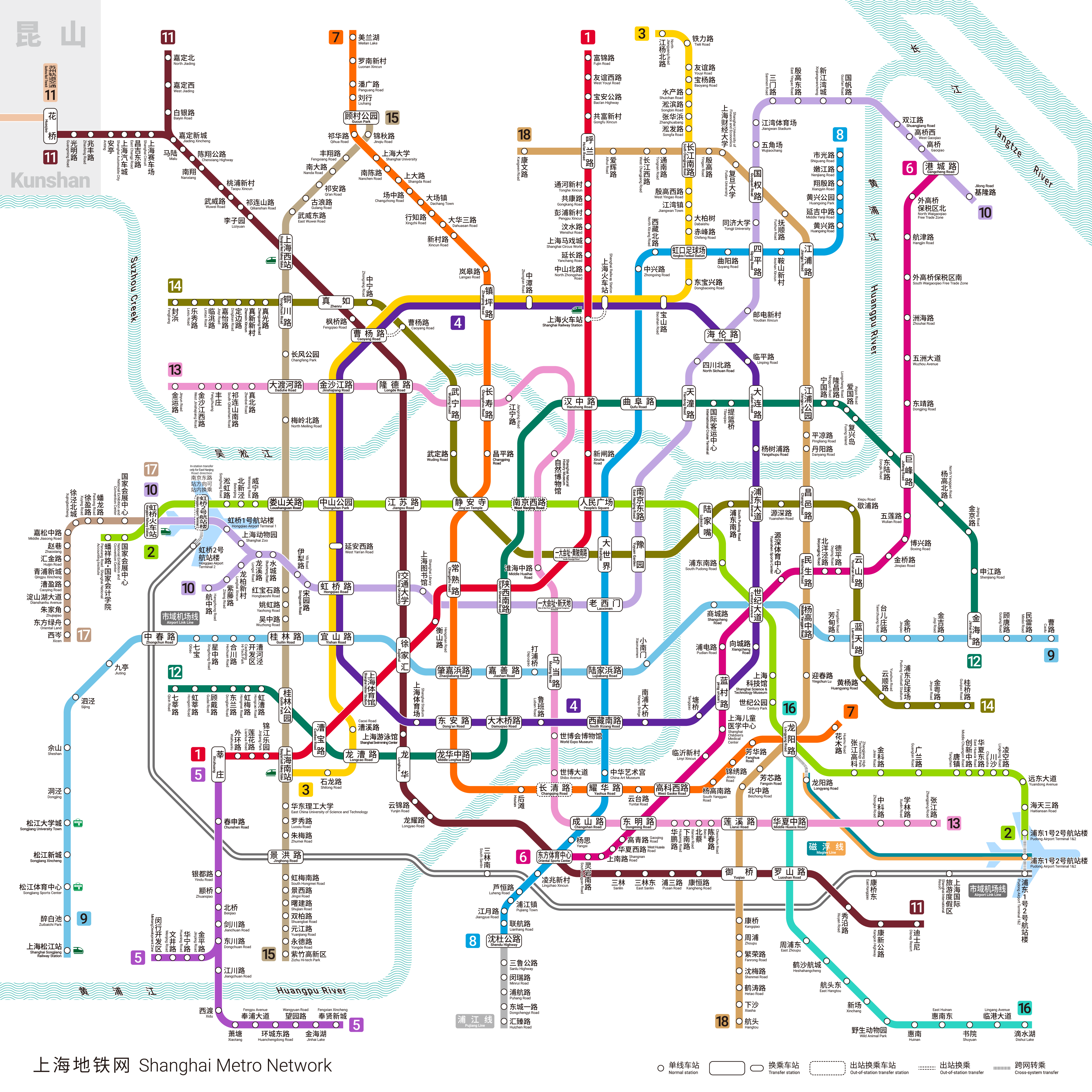
Mappa della rete metropolitana di Shanghai.

Il sistema di trasporto rapido di Shanghai, costituito dalla metropolitana di Shanghai, incorpora sia la metropolitana che le linee ferroviarie di superficie e si estende a ogni distretto urbano così come ai limitrofi quartieri periferici.
Al 2023 vi erano diciannove linee della metropolitana, non compreso il Transrapid di Shanghai, 506 stazioni e più di 802 km di binari in esercizio, rendendola la rete più lunga del mondo. Il 8 marzo 2019 fu stabilito il record di utenza giornaliera con 13,29 milioni passeggeri. Il prezzo del biglietto dipende dalla lunghezza del percorso.
Shanghai possiede anche la più ampia rete mondiale di linee di autobus urbani, con quasi un migliaio di tratte gestite da numerose aziende di trasporto. Il sistema comprende anche il più antico sistema di filobus nel mondo e un nuovo sistema di autobus a trazione elettrica "ultracapacitor" in grado di ricaricarsi a ogni fermata. Infine dal 2010 è in funzione anche una linea tranviaria che utilizza la tecnologia Translohr.
I taxi sono numerosissimi in città. Il porto di Shanghai è uno dei più attivi a livello mondiale e compete con gli scali portuali di Shenzhen e di Hong Kong.

### Strade

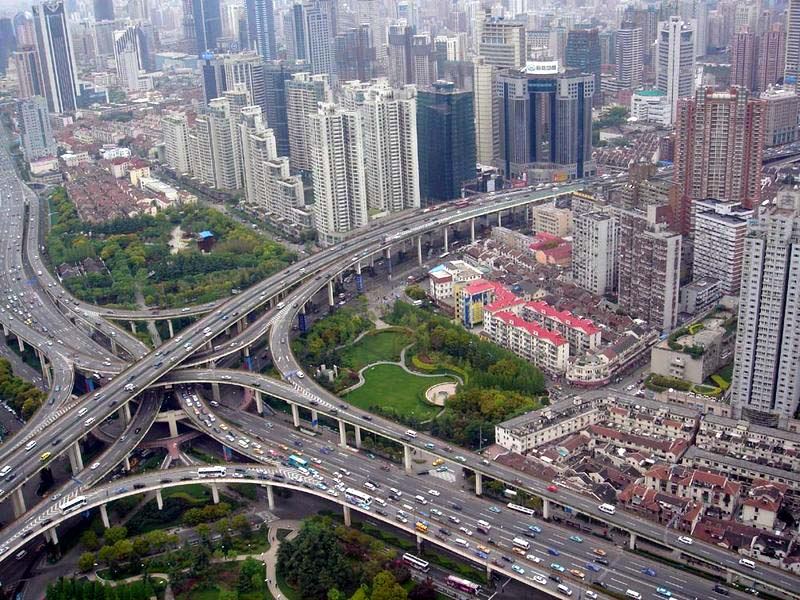
Viadotto in centro a Shanghai.

Shanghai è un importante svincolo nella rete autostradale della Cina. Molte autostrade nazionali (con prefisso G) passano attraverso o terminano a Shanghai, tra cui la G2 Pechino-Shanghai Expressway, la G15 Shenyang-Haikou, la G40 Shanghai-Xi'an, la G50 Shanghai-Chongqing, la G60 Shanghai-Kunming e la G1501 l'anello che circonda la città. Inoltre vi sono anche numerose superstrade comunali con prefisso S. Nel centro della città vi sono diverse superstrade sopraelevate realizzate per diminuire la pressione del traffico sulle strade, ma tuttavia il traffico in e intorno a Shanghai è spesso pesante e gli ingorghi sono all'ordine del giorno nelle ore di punta. Vi sono piste ciclabili separate dal traffico e le biciclette e motociclette sono bandite dalla maggior parte delle strade principali, tra cui le autostrade sopraelevate.
L'utilizzo dell'auto privata di proprietà a Shanghai è cresciuto rapidamente negli ultimi anni. Per limitare questo fenomeno, una nuova auto privata non può essere guidata fino a quando il proprietario non acquista una licenza in un'asta mensile. Sono circa 8.000 le targhe messe all'asta ogni mese.

### Ferrovie

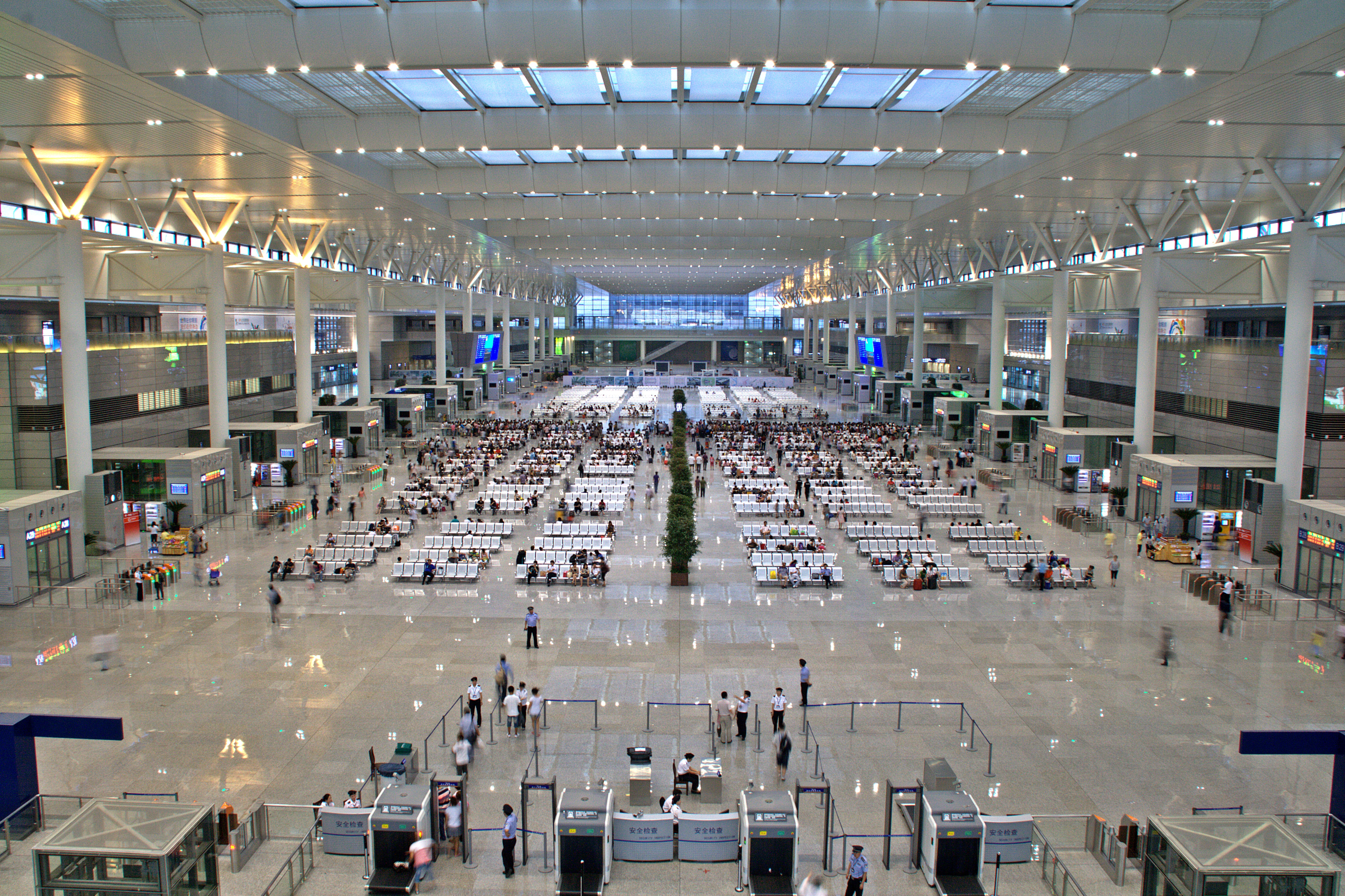
L'interno della stazione ferroviaria di Shanghai Hongqiao.

Shanghai possiede quattro principali stazioni ferroviarie: la stazione ferroviaria di Shanghai, la stazione ferroviaria di Shanghai sud, la stazione ferroviaria di Shanghai ovest e la stazione ferroviaria di Shanghai Hongqiao. Tre di esse sono collegate alla rete metropolitana e servono come punto di svincolo del sistema ferroviario della Cina. Due ferrovie principali terminano a Shanghai: la ferrovia Jinghu da Pechino e la ferrovia Huhang da Hangzhou. La stazione di Hongqiao serve anche come principale capolinea di tre linee ferroviarie ad alta velocità: la Shanghai-Hangzhou, la Shanghai-Nanchino e la Pechino-Shanghai.

### Aeroporti
Shanghai è una delle principali vie di accesso per il trasporto aereo in Asia. La città ha due aeroporti commerciali: l'aeroporto Internazionale di Shanghai Pudong e l'aeroporto Internazionale di Shanghai-Hongqiao. L'aeroporto di Pudong è il principale aeroporto internazionale, mentre l'aeroporto Hongqiao opera prevalentemente voli nazionali con alcuni voli internazionali a corto raggio. Nel 2010 i due aeroporti hanno servito 71,7 milioni di passeggeri (40,4 milioni a Pudong, e 31,3 milioni a Hongqiao) e gestito 3,7 milioni di tonnellate di merci (Pudong 3,22 milioni di tonnellate, Hongqiao 480.000 tonnellate). L'Aeroporto di Shanghai-Pudong è il nono al mondo per trasporto passeggeri, ed è dotato di 5 piste di decollo/atterraggio.

## Amministrazione

### Gemellaggi
Shanghai è gemellata con le seguenti città:
- Yokohama, dal 1973;
- Osaka, dal 1974;
- Milano, dal 1979;
- Rotterdam, dal 1979;
- San Francisco, dal 1979;
- Prefettura di Ōsaka, dal 1980;
- Zagabria, dal 1980;
- Hamhung, dal 1982;
- Metro Manila, dal 1983;
- Anversa, dal 1984;
- Karachi, dal 1984;
- Chicago, dal 1985;
- Montréal, dal 1985;
- Il Pireo, dal 1985;
- Voivodato della Pomerania, dal 1985;
- Amburgo, dal 1986;
- Casablanca, dal 1986;
- Marsiglia, dal 1986;
- Yao, dal 1986 (rapporto d'amicizia con il distretto di Jiading)[89];
- Hirakata, dal 1987;
- San Paolo, dal 1988;
- San Pietroburgo, dal 1988;
- Istanbul, dal 1989;
- Queensland, dal 1989;
- Ho Chi Minh, dal 1990;
- Alessandria d'Egitto, dal 1992;
- Pusan, dal 1993;
- Haifa, dal 1993;
- Vladivostok, dal 1993;
- Dunedin, dal 1994;
- Izumisano, dal 1994 (con il distretto di Xuhui)[90];
- Neyagawa, dal 1994 (rapporto d'amicizia)[91];
- Port Vila, dal 1994;
- Tashkent, dal 1994;
- Aden, dal 1995;
- Porto, dal 1995;
- Windhoek, dal 1995;
- Londra, dal 1996;
- Prefettura di Nagasaki, dal 1996;
- Sud Jeolla, dal 1996 (parternariato)[92];
- Provincia di Santiago di Cuba, dal 1996;
- Espoo, dal 1998;
- Jalisco, dal 1998;
- Okahandja, dal 1998;
- Maputo, dal 1999;
- Chiang Mai, dal 2000;
- Dubai, dal 2000;
- Liverpool, dal 2000;
- Barcellona, dal 2001;
- Guayaquil, dal 2001;
- KwaZulu-Natal, dal 2001;
- Oslo, dal 2001;
- Valparaíso, dal 2001;
- Costanza, dal 2002;
- Århus, dal 2003[93];
- Colombo, dal 2003;
- Göteborg, dal 2003;
- Nord Jeolla, dal 2003 (parternariato)[94];
- Regione di Bratislava, dal 2003;
- Danzica, dal 2004;
- Cork, dal 2005;
- Giava Orientale, dal 2006;
- Basilea, dal 2007;
- Hamburg-Mitte, dal 2007;
- Jutland Centrale, dal 2008;
- Phnom Penh, dal 2008;
- Rodano-Alpi, dal 2008 (dal 1986 rapporto d'amicizia)[95];
- Rosario, dal 2008;
- Grande Londra, dal 2009.

## Sport

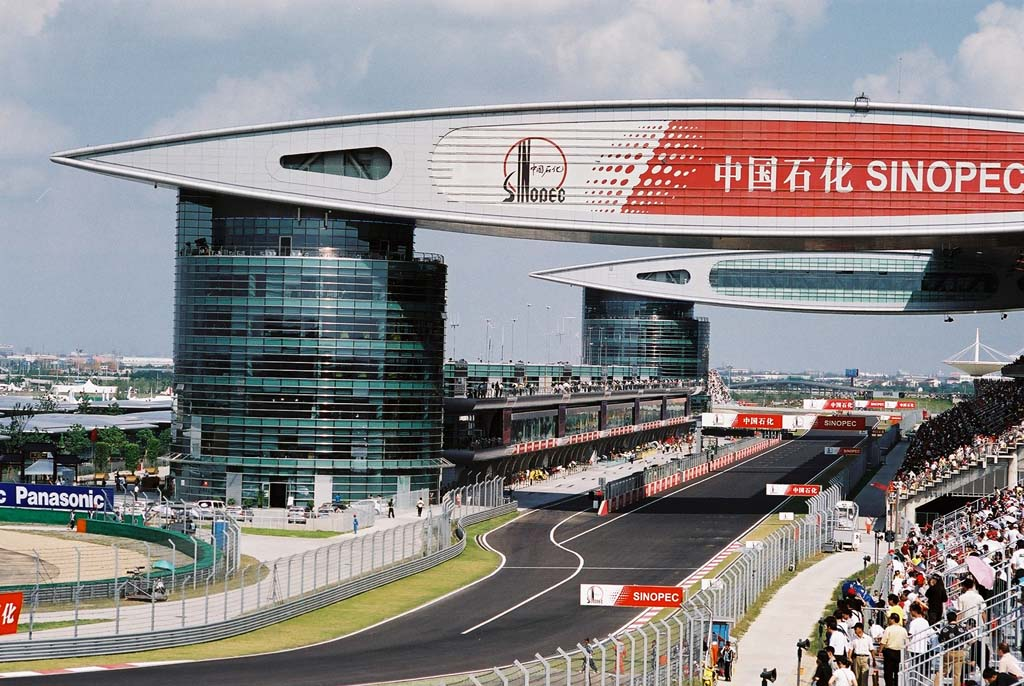
Il circuito automobilistico di Shanghai.

Shanghai è sede di diverse squadre di calcio professionistiche, tra cui lo Shanghai Shenhua Football Club e lo Shanghai SIPG della Super League cinese, due dei club più popolari e di successo del paese. Gli Shanghai Sharks della Chinese Basketball Association allenarono il cestista Yao Ming prima che entrasse nella NBA. Shanghai ha anche una squadra di hockey su ghiaccio e una squadra di baseball.
Shanghai è la città natale di molti atleti professionisti cinesi eccellenti e ben noti, come l'ostacolista Liu Xiang e il giocatore di ping-pong Wang Liqin.
A partire dal 2004, Shanghai ha incominciato a ospitare il Gran Premio di Cina, una prova del Campionato del Mondo di Formula 1. La gara è stata allestita presso il Circuito Internazionale di Shanghai. Tra il 2005 e il 2008 l'autodromo fu anche sede del Gran Premio motociclistico di Cina. Nel 2010, Shanghai è diventata anche la città ospitante del Deutsche Tourenwagen Masters, il campionato tedesco di auto da turismo che ha corso in un circuito cittadino ricavato a Pudong.
Shanghai ospita anche il torneo di tennis Shanghai Masters e le gare di golf BMW Masters e WGC-HSBC Champions.